# Talmud
(Rabbi Norman Solomon, The Talmud, 2009, p. xv)
Il Talmud (in ebraico תַּלְמוּד‎?, talmūd, che significa insegnamento, studio, discussione dalla radice ebraica ל-מ-ד) è uno dei testi sacri dell'ebraismo. Tradizionalmente viene citato col termine Sas (in ebraico ש״ס‎?), un'abbreviazione ebraica di shisha sedarim, i "sei ordini", riferimento ai sei ordini della Mishnah. Il termine Talmud normalmente si riferisce alla raccolta di scritti intitolati specificamente Talmud babilonese (Talmud Bavli), sebbene ci sia anche un'altra raccolta precedente nota come Talmud di Gerusalemme, o Talmud Yerushalmi (Talmud Yerushalmi, gerosolimitano). Quando ci si riferisce ai periodi postbiblici, cioè quelli della creazione del Talmud, delle accademie talmudiche e dell'esilarcato babilonese, le fonti ebraiche usano il termine "Babilonia" da un punto di vista strettamente "ebraico", continuando a usare tale nome anche dopo che era divenuto obsoleto in termini geopolitici.
Il Talmud ha due componenti: la Mishnah (in ebraico משנה‎?, 200 circa), compendio scritto della Torah Orale dell'ebraismo rabbinico (Talmud infatti significa "istruzione" in ebraico); e la Ghemara (500 circa), un'elucidazione della Mishnah e relativi scritti tannaitici che spesso tratta di altri argomenti e commenta la Bibbia ebraica (Tanakh). Il termine Talmud può riferirsi solo alla Ghemara, oppure alla Mishnah e Ghemara insieme.
L'intero Talmud consiste di 63 trattati e la rispettiva stampa supera le 6200 pagine. È scritto in ebraico tannaitico e aramaico giudaico babilonese e contiene gli insegnamenti e le opinioni di migliaia di rabbini (da prima dell'Era Volgare fino al V secolo) relativi a svariati argomenti, tra cui la Halakhah (legge), l'etica ebraica, la filosofia, le tradizioni, la storia, i costumi e molte altre materie. Il Talmud è la base di tutti i codici della Legge ebraica ed è vastamente citato nella letteratura rabbinica.
1. Zugot
2. Tannaim
3. Amoraim
4. Savoraim
5. Gaonim
6. Rishonim
7. Acharonim

## Storia
Nel 586 a.C. vi fu la distruzione del Tempio di Gerusalemme di Salomone (secondo il Talmud nel 416 a.C.) e il popolo ebraico deportato in Babilonia. Allora divenne necessario precisare in che modo mantenere una vita ebraica in terra d'esilio e in mancanza del santuario di Gerusalemme. Questa fu l'opera degli scribi (Soferim), fondatori della Grande Sinagoga, interpreti della Torah scritta e maestri della Torah orale. Dopo il ritorno da Babilonia i tre ultimi profeti (Aggeo, Zaccaria e Malachia), lo scriba Esdra e poi "gli uomini della Grande Sinagoga" assicurarono la trasmissione della tradizione orale che passò successivamente attraverso i farisei e le loro grandi scuole (Yeshivot).

### Il retroterra culturale ebraico
In origine, la cultura ebraica si sviluppava oralmente, quando i rabbini esponevano e discutevano la "legge" scritta del Tanakh, ma la commentavano senza il beneficio di opere scritte (con l'eccezione dei libri biblici), anche se alcuni potevano aver tenuto delle note personali (Meghillot setarim), ad esempio le sentenze del tribunale ebraico.
La situazione cambiò drasticamente a causa della distruzione della comunità ebraica e del Secondo Tempio nell'anno 70 d.C. e il conseguente sconvolgimento delle relative norme sociali e giuridiche. Mentre i rabbini si trovarono ad affrontare una nuova realtà - soprattutto l'ebraismo senza il Tempio (che serviva come centro di insegnamento e di studio) e senza una Giudea almeno parzialmente autonoma - si generò una pletora di problematiche giuridiche e il vecchio sistema di studio orale non poté esser mantenuto.
Fu durante questo periodo che il discorso rabbinico incominciò a essere messo per iscritto.
La prima legge orale registrata potrebbe essere stata fatta in forma midrashica, dove la discussione halakhica è strutturata come commentario esegetico del Pentateuco (Torah). Ma una forma alternativa, organizzata per argomento anziché per versetto biblico, si affermò verso l'anno 200 quando Rabbi Judah haNasi redasse la Mishnah (in ebraico משנה‎?). Essa non era certo monolitica; piuttosto, variava tra le diverse scuole rabbiniche. Le due più famose erano la Scuola di Shammai e la Scuola di Hillel. In generale, tutti i pareri validi, anche quelli non normativi, furono registrati nel Talmud.

### La formazione delTalmud
Presto, di fronte a situazioni nuove e a divergenze di scuola, fu necessario ricavare dalla Torah, scritta e orale, le decisioni pratiche. Questa fu opera dei rabbini e specialmente dei 71 membri del Sinedrio.
Più tardi le persecuzioni e la necessità di tener conto della distruzione del Secondo Tempio (70 d.C.) e della diaspora ebraica, indussero Rabbi Akiva e poi Rabbi Meir a raccogliere e a classificare gli appunti dei loro allievi. All'inizio del III secolo, Rabbi Judah haNasi, soprannominato il Santo, li ordinò in 60 trattati, raggruppati in sei ordini, il cui insieme costituisce la Mishnah (Insegnamento da ripetere), compendio della Torah orale e destinato a essere imparato a memoria. La Mishnah è scritta in ebraico, benché l'aramaico già a quell'epoca fosse la lingua corrente anche in Terra d'Israele.
Col passare degli anni e con l'aggravarsi della situazione del popolo ebraico, divenne evidente che il testo della Mishnah era troppo conciso per poter essere usato correntemente come guida di Halakhah, giungendo quindi alla redazione del Talmud.

### I maestri del Talmud e il loro insegnamento
I maestri ebrei della Mishnah sono chiamati tannaim (insegnanti). Quelli della Ghemara accettarono soltanto il titolo di amoraim (interpreti). Quanto a coloro che redassero il testo definitivo, essi si considerarono modestamente come savoraim (opinanti). Molti di questi illustri rabbini esercitavano il mestiere di artigiano.
Il messaggio del Talmud si presenta in due forme: quella della Halakhah (Via da seguire) che riguarda le prescrizioni legali, e quella della Haggadah (Racconto), consistente in racconti di episodi, alcuni dei quali possono parere immaginosi e in parabole, modalità che si sono riflettute poi nei Vangeli e nella Sunna islamica. L'insieme costituisce una vera enciclopedia delle conoscenze dell'epoca (matematica, medicina, astronomia ecc.).
Il Talmud ha autorità per tutte le generazioni; oggi vi è un vero risveglio di studi talmudici.
L'Halakhah (ebr. הלכה) è la tradizione "normativa" dell'ebraismo. Non è un testo singolo ma piuttosto un nome per definire il complesso delle norme codificate della legge ebraica e deriva dalla codificazione delle regole del Talmud. Le decisioni halakhiche determinano la pratica normativa e nel Talmud, qualora si fosse presentata una disputa, queste decisioni seguivano l'opinione della maggioranza dei rabbini le cui differenti opinioni, spesso contrastanti, ma anche con opinioni successive che sapessero integrarle in un'unica prospettiva analitica, comprendono tutti i piani dell'esistenza divina o dell'uomo e della Creazione.
In ogni epoca i quesiti posti al Talmud hanno permesso di applicarlo tenendo conto dei nuovi dati scientifici, economici, sociali. Così viene garantita la continuità della tradizione, vivente da Mosè ai giorni nostri.
La tradizione orale, messa per iscritto, continuò a essere materia di discussione e approfondimento in Terra d'Israele e a Babilonia: la Ghemara (complemento) è il commentario prodotto dagli Amoraim (i Maestri della Ghemara III-V secolo).
Mishnah e Ghemara = Talmud (insegnamento; abbreviazione di Talmud Torah). Ne esistono due redazioni diverse per contenuto, metodo e lingua: il Talmud di Gerusalemme (Talmud Yerushalmi, TY), terminato verso la fine del IV secolo, e il Talmud babilonese (Talmud Bavli, TB), di un secolo più tardi. Ambedue commentano la metà circa dei trattati della Mishnah, quello di Babilonia in modo assai più esteso. Le circostanze storiche spiegano come il TB abbia presto eclissato il suo corrispondente definito "di Gerusalemme" e sia stato considerato come il solo canonico e normativo. Il testo della Mishnah ha numerose varianti nei due Talmudim (plurale di Talmud) al punto che si è persino pensato a due recensioni.
Il TB contiene il doppio di haggadot (insieme delle tradizioni non giuridiche) rispetto al TY, ove avevano posto tra i midrashim. Il Talmud si presenta come il verbale conciso e appena ritoccato delle dispute accademiche (coi nomi dei protagonisti): e ciò spiega la ricchezza esuberante del suo contenuto, come pure la difficoltà della sua interpretazione. La redazione del Talmud Bavli risale al periodo compreso tra Rav e Shmuel, ossia la prima metà del III secolo e la fine dell'attività di Ravina (499). Le accademie talmudiche più importanti avevano sede a Sura, Pumbedita, Nehardea, Machoza, Mata Mechasya e Naresh.
Opera di virtuosi consumati nell'esegesi e nel diritto, che attingono alle risorse della dialettica per trarre tutti i significati possibili da un testo e motivare i propri punti di vista, la Ghemara affronta, spesso senza ordine e continuità, ogni specie di argomenti (casistica, filosofia, morale, geografia, zoologia, botanica, superstizioni e credenze popolari), esprime le opinioni più diverse e contraddittorie senza imporle; per questo Jacob Neusner mette in risalto giustamente questa undogmatic quality of Talmudic discourse (Invitation to the Talmud, 241): una delle caratteristiche più sorprendenti delle discussioni talmudiche è l'appassionata ricerca della verità da parte dei Maestri, ognuno dei quali difende la propria opinione fino a quando non capisce che la ragione è dalla parte dell'avversario. Questa illimitata onestà intellettuale in un dibattito religioso è forse una delle caratteristiche più affascinanti dello studio talmudico.
Il Talmud ci è giunto quindi in due versioni diverse: il Talmud di Gerusalemme (Talmud Yerushalmì) (redatto tra il IV e il VI secolo nella Terra d'Israele) e il Talmud di Babilonia (Talmud Bavlì) (redatto tra il V e il VII secolo in Babilonia). Il Talmud Babilonese, la cui Ghemara è scritta in aramaico e che fu compilato inizialmente da rav Ashi e terminato da Ravina, ambedue capi della famosa Yeshivah di Sura, è molto più lungo di quello di Gerusalemme; quest'ultimo viene impropriamente chiamato Talmud Yerushalmi (Talmud di Gerusalemme) ma in realtà non fu redatto nella città del Santuario bensì a Tiberiade. Il Talmud Yerushalmi differisce dal primo per il linguaggio, lo stile e la terminologia. Oggi di quest'ultimo possediamo solo quattro dei sei ordini: Zeraim, Moed, Nashim e Nezikin (in cui mancano però 'Eduyot e Avot), oltre alle prime tre sezioni di Nidda. Secondo il Rambam fu Rabbi Yochanan, aiutato dai suoi discepoli, a compilare il Talmud Yerushalmi durante l'ultimo quarto del III secolo d.C.
Nell'VIII secolo nacque il movimento dei Caraiti, che respingono l'autorità del Talmud e accettano la Scrittura (Miqra') come unica norma. Le edizioni del TB riproducono l'editio princeps di Venezia (1520-1524). Molte contengono anche i 12 «Piccoli Trattati» considerati non canonici.

## Caratteristiche

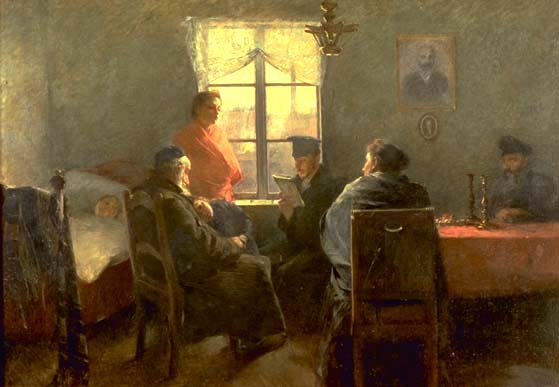
Il riposo dello Shabbat (olio di Samuel Hirszenberg, 1894)

Il Talmud è riconosciuto solo dall'ebraismo che, assieme al Midrash e altri testi rabbinici o mistici noti del Canone ebraico, lo considera come "trasmissione e discussione orale" della Torah. La Torah orale fu rivelata sul monte Sinai a Mosè e trasmessa a voce, di generazione in generazione, fino alla conquista romana. Il Talmud fu fissato per iscritto solo quando, con la distruzione del Secondo Tempio di Gerusalemme, gli Ebrei temettero che le basi religiose di Israele potessero sparire.
Consiste in una raccolta di discussioni avvenute tra i sapienti (Chakhamim) e i maestri (rabbanim) circa i significati e le applicazioni dei passi della Torah scritta, e si articola in due livelli:
- la Mishnah (o Mishna, ripetizione) raccoglie le discussioni dei maestri più antichi (giungendo fino al II secolo);
- la Ghemara (o Ghemarà), stilata tra il II e il V secolo, fornisce un commento analitico della Mishnah.

I termini Talmud e Ghemara vengono spesso usati in maniera intercambiabile. La Ghemara forma la base di tutti i codici della Halakhah (legge rabbinica) e viene spesso citata in altra letteratura rabbinica. L'intero Talmud è anche conosciuto con il nome di Shas (in ebraico ש״ס ‎?), acronimo di Shisha Sedarim, i sei ordini (Zeraim, Moed, Nashim, Nezikin, Kodashim, Tohorot) in cui è divisa la Mishnah. La suddivisione del Talmud è identica a quella della Mishnah: i Shisha Sedarim si suddividono in Massechtot - trattati, i quali a loro volta sono composti da capitoli.

## Contenuto e struttura
Il Talmud si compone di diverse parti e approfondisce ogni piano dell'esistenza di Dio, della Creazione, delle creature e dell'uomo.
1 ZeraimSemi
- Berakhot: Benedizioni
- Peah: Angolo
- Demai: Dubbio
- Kilaim: Misture
- Shevi'it: Settimo
- Terumot: Offerte
- Ma'aserot: Decime
- Ma'aser Sheni: Seconda decima
- Challah: Pasta
- Orlah: Incirconcisione
- Bikkurim: Primizie

2 MoedFestività
- Shabbat: Sabato
- Eruvin: Collegamenti
- Pesachim: Pasque
- Shekalim: Sicli
- Yoma: Il giorno
- Succot: Capanne
- Betzah: Uovo
- Rosh Hashanah: Capo d'anno
- Taanit: Digiuno
- Megillah: Rotolo/Scrollo
- Moed Katan: Piccola Festa
- Chagigah: Offerta festiva

3 NashimDonne
- Yebamot: Matrimonio di Levirato
- Ketubot: Atti matrimoniali
- Nedarim: Voti
- Nazir: Nazireo
- Sotah: Adultera presunta
- Gittin: Divorzi
- Kiddushin: Santificazione

4 NezikinDanni
- Bava Kamma: Prima Porta
- Bava Metzia: Porta Media
- Bava Batra: Ultima Porta
- Sanhedrin: Tribunali
- Makkot: Percosse
- Shebuot: Giuramenti
- Eduyyot: Testimonianze
- Avodah Zarah: Idolatria
- Pirkè Avot: Capitoli dei Padri
- Horayot: Decisioni

5 KodashimSacralità
- Zevachim: Sacrifici
- Menachot: Offerte di farina
- Chullin: Cose profane
- Bechorot: Primogeniti
- Arachin: Stime
- Temurah: Sostituzione
- Keritot: Recisioni di un individuo dalla Comunità spirituale ebraica
- Me'ilah: Profanazione/Sacrilegio
- Tamid: Offerta quotidiana
- Middot: Misure
- Kinnim: Nidi di uccelli

6 TehorotPurificazioni
- Kelim: Vasi, recipienti
- Ohalot: Tende
- Negaim: Piaghe
- Parah: Mucca rossa
- Teharot: Cose pure
- Mikvaot: Immersioni di purificazione
- Niddah: Impurità dovuta al ciclo mestruale della donna
- Machshirim: Preparazioni
- Zabaim: Blenorragia
- Tebul Yom: Immersioni durante il giorno
- Yadaim: Purità ed impurità delle mani
- Uktzim: Picciuoli

### Ordine concettuale
La Torah Orale comprende le tradizioni legali ed interpretative che sono state trasmesse oralmente da Dio sul Monte Sinai e non furono scritte nella Torah scritta. Secondo l'ebraismo rabbinico la Torah orale, "Legge orale" o "Tradizione orale" (ebr.: תורה שבעל פה, Torah she-be-`al peh), fu data da Dio a Mosè insieme alla Torah scritta (ebr.: תורה שבכתב, Torah she-bi-khtav), dopodiché fu trasmessa oralmente nel corso dei secoli e codificata per iscritto nel Talmud. Mentre alcuni altri gruppi ebraici ed altre culture hanno conservato tradizioni orali, solo i rabbini hanno dato un significato ideologico al fatto di aver trasmesso la propria tradizione oralmente. I rabbini dell'era talmudica concepirono la Torah Orale in due modi distinti: 1) la tradizione rabbinica considerò la Torah Orale come una catena ininterrotta di trasmissione; l'aspetto distintivo di questa affermazione consiste nella Torah Orale "tramandata con passaparola e memorizzata." 2) I rabbini concepirono la Torah Orale anche come tradizione interpretativa e non soltanto come tradizione memorizzata; secondo questa opinione la Torah scritta veniva a comprendere molti livelli di interpretazione. Fu assegnato alle successive generazioni, che erano immerse nella "tradizione orale" dell'interpretazione, di scoprire queste interpretazioni "nascoste", non rivelate da Mosè. La Torah orale fu infine registrata in Mishnah, Talmud e Midrash.
I sei ordini (sedarim; singolare: seder) del contenuto generale del Talmud sono suddivisi in 60 o 63 trattati (masekhtot; singolare: masekhet) di materie più specifiche. Ogni trattato è diviso in capitoli (perakim; singolare: perek), 517 in totale, che sono numerati sia secondo la numerazione dell'alfabeto ebraico sia con nomi propri, solitamente facendo uso delle prime parole della prima mishnah. Il perek spesso continua per diverse (decine) di pagine. Ogni perek contiene molte mishnayot insieme ai rispettivi scambi di commenti che formano la base della Ghemara; il nome di un passo della Ghemara si chiama sughiya (in ebraico סוגיא, sughya ‎?; plurale sughyot). I paragrafi dei capitoli vengono citati come mishnayot (plur. di mishna): può sembrare paradossale che lo stesso termine, Mishna, venga usato per il tutto e anche per la più piccola parte del tutto; per esser precisi, mishnah è il termine corretto per definire una breve regola in un insegnamento particolare che forma la base caratteristica dell'opera e sarebbe più giusto riferirsi all'intero lavoro col plurale mishnayot, come certi studiosi in realtà fanno.
Una sughiya, anche baraita o tosefta, usualmente comprende un'elaborazione dettagliata comprovata di una dichiarazione mishnaica, sia essa halakhica o haggadica. Una sughiya può (e spesso succede) argomentare oltre l'oggetto della mishnah. La sughiya non usa punteggiatura nel senso sintattico ma tramite espressioni specifiche che si interpongono nella sughiya stessa dividendola in componenti di solito con un'affermazione, una domanda sulla dichiarazione, una risposta, una prova per sostenere la risposta o una confutazione della risposta con la relativa controprova.
In una data sughiya dichiarazioni scritturali, tannaitiche e amoraiche vengono citate a sostegno di varie opinioni. In tal modo la Ghemara evidenzia caratteristiche, e/o anche disaccordi semantici, tra Tannaim e Amoraim (spesso attribuendo un'opinione a una precedente autorità e come potrebbe aver risposto a una data domanda nel caso venga citata l'espressione "a nome di...") e confronta le opinioni mishnaiche con passi della Baraita. Raramente i dibattiti vengono chiusi formalmente; in alcuni casi la parola finale determina la legge pratica ma in molti casi il problema rimane in sospeso. Esiste tutta una letteratura sui principi procedurali da usarsi per comporre la legge pratica quando esistono disaccordi (cfr. "Logica e metodologia" in calce).

## Elementi dell'opera

### Mishnah
La Mishnah è una compilazione di opinioni giuridiche e di dibattiti: questa la definizione per la totalità del Talmud. Quando invece si "individua" il principio iniziale, o "paragrafo", poi discusso, si fa riferimento alle dichiarazioni e le affermazioni della Mishnah tipicamente "terse", registrando brevi giudizi di rabbini: discutono, in "sintesi", di una data materia, riportando soltanto una decisione non attribuita che apparentemente rappresenta il consenso generale. I rabbini che prepararono la Mishnah sono chiamati Tannaim.
Dato che elenca le sue leggi per "materia", anziché per contesto biblico, la Mishnah discute singoli soggetti in modo più approfondito rispetto al Midrash e include una selezione molto più ampia di soggetti halakhici rispetto al Midrash. L'organizzazione tematica della Mishnah diviene così la struttura del Talmud nel suo complesso, però non tutti i trattati della Mishnah hanno un corrispondente nel Talmud e l'ordine stesso dei trattati talmudici in certi casi differisce da quello della Mishnah.

### Baraita
Oltre alla Mishnah altri insegnamenti tannaitici furono prodotti all'incirca nello stesso periodo o appena dopo. La Ghemara frequentemente si riferisce a queste opinioni tannaitiche per confrontarle con quelle contenute nella Mishnah e sostenere o ricusare le proposizioni degli Amoraim. Tutte queste fonti tannaitiche non mishnaiche sono chiamate baraitot (lett. "materiale esterno", "opere esterne alla Mishnah"; sing. baraita in ebraico ברייתא ‎?).
Le baraitot citate nella Ghemara sono spesso passi della Tosefta (un compendio tannaitico della Halakhah parallelo alla Mishnah) e dei Midrashim halakhici (specificamente Mekhilta, Sifra e Sifre). Tuttavia alcune baraitot sono conosciute solo grazie alle tradizioni citate nella Ghemara e non fanno parte di nessun'altra raccolta.

### Ghemara
Nei tre secoli successivi alla redazione della Mishnah i rabbini di tutta la Palestina e Babilonia analizzarono, dibatterono e discussero tale composizione. Queste discussioni formano la Ghemara (ebraico: גמרא, traslitt. ital.: "Ghemara"). Ghemara significa "completamento" (dall'ebraico gamar גמר: "completare") o "apprendimento" (dall'aramaico: "studiare"). La Ghemara si concentra principalmente sulla spiegazione ed elaborazione delle opinioni dei Tannaim. I rabbini della Ghemara sono noti come Amoraim (sing. Amora, ebr.: אמורא).
Gran parte della Ghemara è costituita da analisi giuridica. Il punto di partenza per l'analisi è di solito una dichiarazione legale espressa in una mishnah. La dichiarazione viene poi esaminata e confrontata con altre affermazioni utilizzate in diversi approcci dell'esegesi biblica nell'ebraismo rabbinico (o - più semplicemente - l'interpretazione del testo nello studio della Torah) con scambi tra i due disquisitori (spesso anonimi e talvolta metaforici) chiamati makshan (interrogatore) e tartzan (risponditore). Un'altra funzione importante della Ghemara è quella di individuare la corretta base biblica di una data legge presentata nella Mishnah e il processo logico di collegamento uno con l'altro: questa attività era nota come talmud molto tempo prima che esistesse un Talmud come testo.

### HalakhaheAggadah
Il Talmud è un vasto documento che coinvolge un gran numero di temi e materie. Tradizionalmente le dichiarazioni talmudiche sono classificate in due grandi categorie: halakhiche e aggadiche. Le dichiarazioni halakhiche riguardano direttamente le questioni di legge e pratica ebraiche (Halakhah). Le dichiarazioni aggadiche non sono giuridicamente correlate ma sono piuttosto esegetiche, omiletiche, etiche o di natura storica.

### Trattati minori
Oltre ai sei Ordini il Talmud contiene una serie di trattati brevi di data posteriore, solitamente stampati alla fine del Seder Nezikin e non suddivisi in Mishnah e Ghemara.
I cosiddetti "trattati minori" (ebraico: מסכתות קטנות, masechtot qetanot) sono saggi del periodo tannaitico o successivo che esaminano tematiche delle quali non esistono trattati formali nella Mishnah. Si possono quindi confrontare con la Tosefta, che possiede trattati paralleli a quelli della Mishnah. I primi otto contengono molto materiale originale; gli ultimi sette sono raccolte di materiale sparso in tutto il Talmud. Secondo Rabbi Chaim Kanievsky i Trattati Minori risalgono al periodo dei Gheonim e includono:
1. Avot di Rabbi Natan (ebraico: אבות דרבי נתן).
2. Soferim (ebraico: סופרים - Scribi). Questo trattato appare in due differenti versioni nello Yerushalmi e nel Bavli.
3. Evel Rabbati (ebraico: אבל רבתי - Elaborazione del Lutto). Questo trattato esamina leggi e usanze sulla morte e il lutto; viene a volte chiamato eufemisticamente Semahot ("gioie").
4. Kallah (ebraico: כלה - Sposa) (sul fidanzamento, matrimonio e coabitazione).
5. Kallah Rabbati (ebraico: כלה רבתי - elaborazione del succitato).
6. Derekh Eretz Rabbah (ebraico: דרך ארץ רבה) Derekh Eretz letteralmente significa "la via del mondo", che in questo contesto si riferisce a condotta, portamento, maniere.
7. Derekh Eretz Zuta (ebraico: דרך ארץ זוטא) si riferisce agli studiosi ed è una collezione di massime che esortano a introspezione e modestia.
8. Pereq ha-Shalom (ebraico: פרק השלום - Capitolo di Pace) (sui modi di far pace tra la gente; un capitolo finale viene spesso elencato separatamente).
9. Sefer Torah (regole per scrivere rotoli della Torah).
10. Mezuzah (ebraico: מזוזה - pergamena a scrollo che si affigge allo stipite).
11. Tefillin (ebraico: תפילין - filatteri).
12. Tzitzit (ebraico: ציצית - frange).
13. Avadim (ebraico: עבדים - schiavi).
14. Gerim (ebraico: גרים - conversione all'ebraismo).
15. Kutim (ebraico: כותים - Samaritani).

Esisteva anche un trattato, ora perduto, chiamato Eretz Yisrael ("Terra di Israele", sulle leggi di quella terra).

## Bavli e Yerushalmi
Lo sviluppo della Ghemara procedette in quelli che allora erano i due centri maggiori di ricerca e studio ebraici: la Terra di Israele e Babilonia. Conseguentemente due corpi di analisi vennero prodotti e due serie di Talmud furono create. La compilazione più antica è intitolata Talmud gerosolimitano o Talmud Yerushalmi. Fu completato nel quarto secolo in Israele. Il Talmud babilonese fu compilato verso l'anno 500 d.C., sebbene continuasse a esser redatto ed emendato anche successivamente. La parola Talmud, quando usata senza qualificanti, si riferisce di solito al Talmud babilonese.

### Talmud Yerushalmi

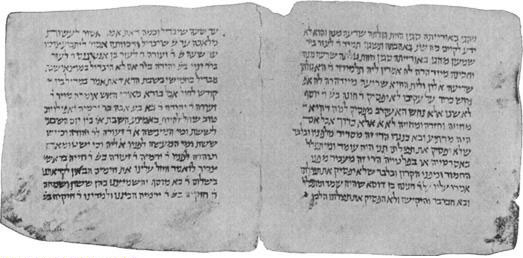
Pagina di un manoscritto Yerushalmi medievale dalla Ghenizah del Cairo.

Il Talmud di Gerusalemme fu una delle due compilazioni degli insegnamenti religiosi ebraici e del relativo commentario che furono trasmessi oralmente per molti secoli, prima della sua scrittura, da parte di studiosi ebrei di Israele. È una raccolta di insegnamenti delle scuole ebraiche di Tiberiade, Zippori e Caesarea, scritta principalmente in dialetto aramaico occidentale che differisce dalla controparte babilonese.
Questo Talmud è una sinossi dell'analisi della Mishnah, che fu sviluppata nel corso di circa 200 anni dalle Accademie di Israele (principalmente quelle di Tiberiade e Caesarea). A causa della loro collocazione i saggi di queste Accademie dedicarono molta attenzione alle leggi agricole della Terra di Israele. Tradizionalmente si pensò che questo Talmud fosse stato redatto verso l'anno 350 d.C. da Rav Muna e Rav Yossi della Terra di Israele. È noto come il Talmud Yerushalmi ("Talmud gerosolimitano") ma il titolo è inesatto dato che non fu preparato a Gerusalemme e sarebbe più opportuno chiamarlo "Il Talmud della Terra di Israele".
La sua redazione finale probabilmente ebbe luogo alla fine del quarto secolo ma gli studiosi individuali che lo consolidarono nella sua forma attuale non possono esser identificati con sicurezza. A questo punto il cristianesimo era diventata la Religione di Stato dell'Impero Romano e di Gerusalemme, allora Città Santa della Cristianità. Nel 325 d.C. Costantino, primo imperatore cristiano, dichiarò: "Cerchiamo quindi di non aver nulla a che fare con la detestabile folla ebrea." Questa politica rese l'ebreo emarginato e povero. Di conseguenza i compilatori del Talmud di Gerusalemme non ebbero tempo di produrre un'opera della qualità che intendevano. Il testo evidentemente è incompleto e non facile da seguire. La cessazione dei lavori sul Talmud gerosolimitano, nel quinto secolo, è stata associata alla decisione di Teodosio II nel 425 d.C. di sopprimere il Patriarcato e proibire la pratica degli ordinamenti rabbinici formali.
Nonostante il suo stato incompleto il Talmud di Gerusalemme rimane una fonte indispensabile di conoscenza dello sviluppo della legge ebraica in Israele. Fu anche una risorsa importante per lo studio del Talmud babilonese da parte della scuola ebraica di Qayrawan, diretta dai rabbini Chananel Ben Chushiel e Nissim Ben Jacob, con il risultato che le opinioni basate principalmente sul Talmud gerosolimitano trovarono posto sia nelle Tosafot sia nel Mishneh Torah di Maimonide.
Ci sono tradizioni che ritengono che nell'Età messianica il Talmud di Gerusalemme avrà priorità su quello babilonese. Ciò può essere interpretato nel senso che, dopo il ripristino del Sinedrio e del lignaggio dei maestri ebrei, l'opera sarà completata e "da Sion eromperà la Legge e la parola del Signore da Gerusalemme ". Di conseguenza, in seguito alla formazione del moderno Stato di Israele, vi è un certo interesse a ristabilire le tradizioni di Eretz Israel. Ad esempio Rabbi David Bar-Hayim, dell'Istituto Makhon Shilo, ha pubblicato un siddur che riflette la pratica Eretz Israel come si trova nel Talmud di Gerusalemme e altre fonti.

### Talmud Bavli

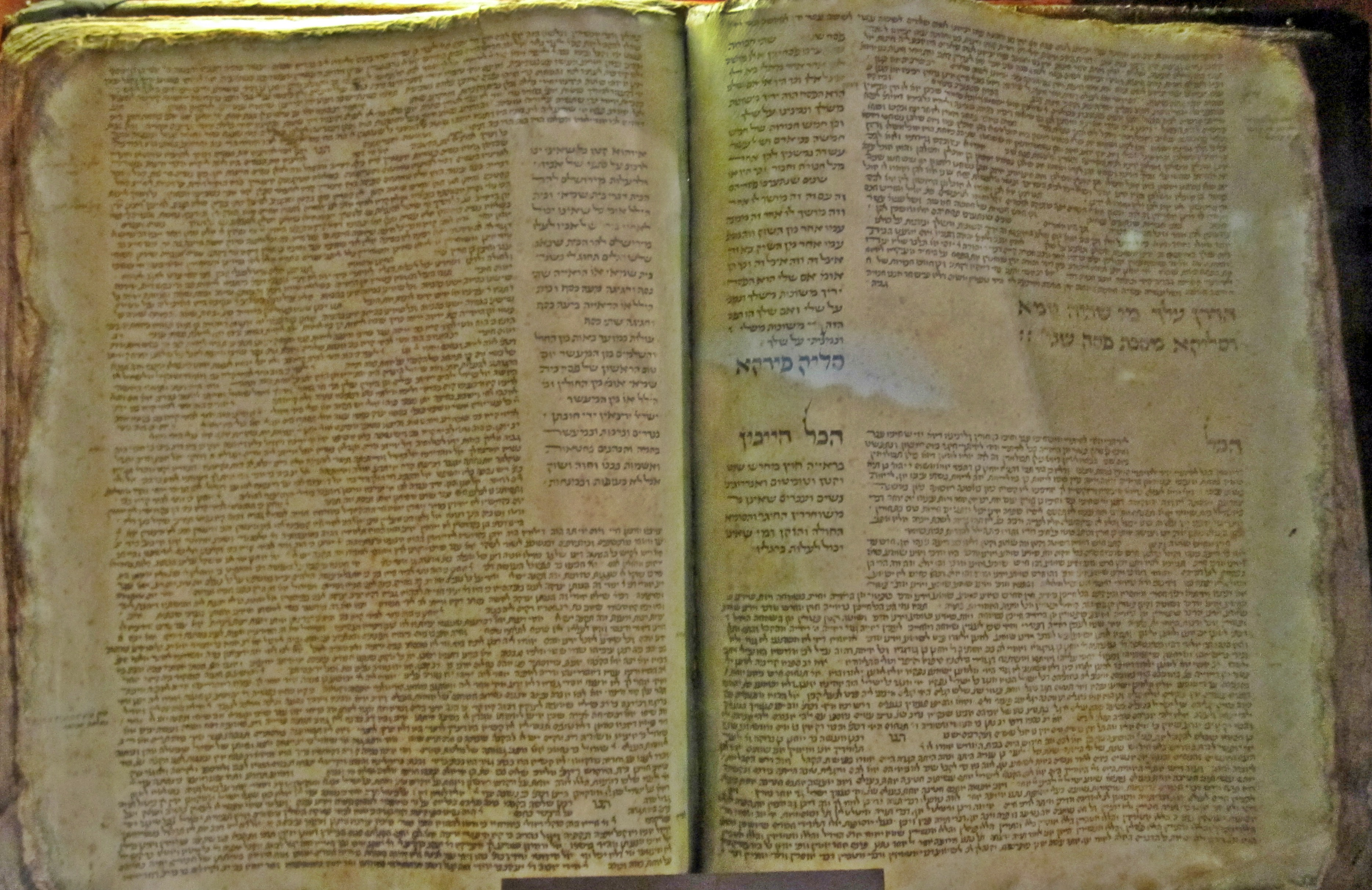
Manoscritto del Bavli copiato da Solomon ben Samson, Francia, 1342
Diaspora Museum, Tel Aviv.

Il Talmud Bavli consiste di documenti compilati nel periodo della Tarda antichità (dal III al V secolo). I centri ebraici più importanti in Mesopotamia durante questo periodo furono Nehardea (vicino all'Eufrate), Nisibis, Al-Mada'in, Pumbedita e l'Accademia di Sura (in Babilonia).
Il Talmud Bavli (il Talmud babilonese) comprende la Mishnah e la Ghemara babilonese, quest'ultima rappresentando il culmine di oltre 300 anni di analisi della Mishnah nelle accademie ebraiche babilonesi. Le fondamenta di questo processo di analisi furono date da Abba Arika (noto semplicemente come "Rab"), discepolo di Rabbi Judah haNasi. La tradizione attribuisce la compilazione del Talmud babilonese nella sua forma attuale a due saggi babilonesi: Rav Ashi e Ravina. Rav Ashi fu presidente dell'Accademia di Sura dal 375 al 427 d.C. Il lavoro incominciato da Rav Ashi fu completato da Ravina, che viene tradizionalmente indicato quale ultimo commentatore amoraico. Pertanto i tradizionalisti sostengono che la morte di Ravina nel 499 d.C. è l'ultima data possibile per il completamento della redazione del Talmud. Tuttavia anche l'opinione più tradizionale considera alcuni passaggi quale opera di un gruppo di rabbini che curarono il Talmud dopo la fine del periodo amoraico, noti col nome di Savoraim o Rabbanan Savora'e (che significa "ragionatori" o "valutatori").
La questione di quando il Ghemara fu finalmente consolidata nella sua forma attuale non è ancora risolta tra gli studiosi moderni. Alcuni, come Louis Jacobs, sostengono che il corpo principale della Ghemara non è un semplice reportage di conversazioni, come pretende di essere, bensì una struttura altamente elaborata escogitata dai Savoraim, che devono pertanto essere considerati come i veri autori. In questa prospettiva, il testo non ha raggiunto la sua forma definitiva fino a circa il 700. Alcuni studiosi moderni usano il termine Stammaim (dall'ebraico Stam, che significa "chiuso", "vago" o "non attribuito") per indicare gli autori di dichiarazioni non attribuite nella Ghemara.

### Confronti di stile e contenuti
Ci sono differenze significative tra le due compilazioni del Talmud. La lingua del Talmud di Gerusalemme è un dialetto aramaico occidentale, che differisce dalla forma aramaica del Talmud babilonese. Il Talmud Yerushalmi è spesso frammentario e difficile da leggere, anche per talmudisti esperti. La redazione del Talmud Bavli invece è più accurata e precisa. La legge che appare nelle due versioni è sostanzialmente simile, se non per l'enfasi e nei piccoli dettagli. Il Talmud gerosolimitano non ha ricevuto molta attenzione dai commentatori e quei commentari tradizionali che esistono sono più interessati a confrontare i relativi insegnamenti con quelli del Bavli.
Né il Yerushalmi né il Bavli coprono l'intera Mishnah: per esempio, la Ghemara babilonese esiste solo per 37 dei 63 trattati della Mishnah. Nello specifico:
- Il Talmud gerosolimitano include tutti i trattati dello Zeraim, mentre il Talmud babilonese include solo il trattato Berachot. Una delle ragioni potrebbe essere che la maggior parte delle leggi nell'Ordine Zeraim (leggi agricole limitate solo alla Terra di Israele) avevano scarsa rilevanza pratica in Babilonia e quindi non vennero incluse.[23] Lo Yerushalmi si concentra particolarmente sulla Terra di Israele e sulle leggi agricole della Torah che riguardano la coltivazione, dato che fu appunto scritta in terra d'Israele, dove tali leggi venivano applicate.
- Il Talmud di Gerusalemme non comprende l'ordine mishnaico di Kodashim, che tratta dei riti sacrificali e relative leggi del Tempio, mentre il Talmud babilonese lo include. Non è chiaro perché sia così, dato che le leggi non erano direttamente applicabili in nessuno dei due luoghi, dopo la distruzione del Tempio nel 70 d.C.
- In entrambi i Talmud, solo un trattato di Tehorot (leggi sulla purezza rituale) viene esaminato, quello delle leggi mestruali, Niddah.

Il Talmud babilonese registra le opinioni dei rabbini di Israele, nonché di quelli di Babilonia, mentre il Talmud gerosolimitano solo raramente cita i rabbini babilonesi. La versione babilonese contiene inoltre le opinioni di più generazioni a causa della più tarda data di completamento. Per entrambe queste ragioni, lo si considera come una raccolta più completa dei pareri disponibili. D'altra parte, a causa dei secoli di redazione che intercorrono tra la composizione del Yerushalmi e quella del Bavli, le opinioni dei primi Amoraim potrebbero essere più vicine alla loro forma originale nel Talmud di Gerusalemme.
L'influenza del Talmud babilonese è stata di gran lunga maggiore di quella del Yerushalmi. Nel complesso, questo accade perché l'influenza e il prestigio della comunità ebraica di Israele diminuì gradualmente, in contrasto con quella babilonese degli anni dopo la redazione del Talmud e fino all'era gaonica. Inoltre, la redazione del Talmud babilonese fu superiore a quella della versione gerosolimitana, rendendola più accessibile e facilmente utilizzabile. Secondo Maimonide (la cui vita è incominciata quasi cento anni dopo la fine dell'era gaonica), tutte le comunità ebraiche durante l'era gaonica accettarono formalmente il Talmud babilonese come vincolante e la moderna pratica ebraica segue le conclusioni del Talmud babilonese in tutte quelle aree dove esiste un conflitto tra i due Talmud.

## Le 13 Middot esegetiche

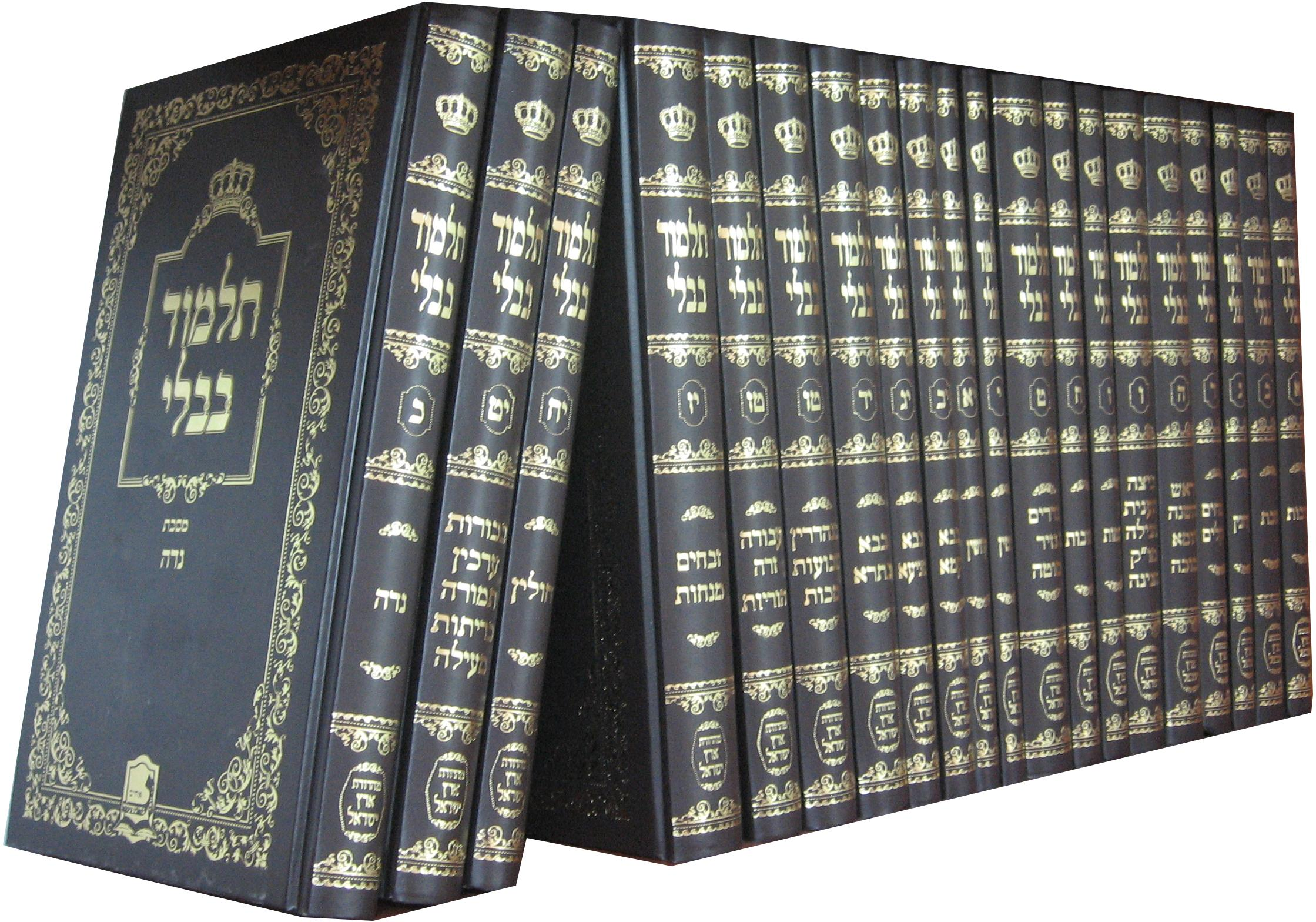
Una moderna raccolta completa del Talmud babilonese.

Sono state individuate 13 categorie esegetiche definite Middot (regole), e riportate come metodi di interpretazione da Rabbi Yishmael:
1. per deduzione a maggior ragione;
2. per espressione uguale;
3. per costruzione base derivata da un versetto o due;
4. per espressione generica/generale ed espressione particolare;
5. per espressione particolare ed espressione generica/generale;
6. per espressione generica ed espressione particolare seguita da un'altra generica: non si può applicarla altro che a ciò che è analogo all'espressione particolare;
7. un'espressione generica che richiede un'espressione particolare o un'espressione particolare che ne richiede un'altra generica;
8. ogni concetto che era compreso in un'espressione generica e si è staccato da essa per insegnare, non se n'è staccato per insegnare solo a proposito di sé, ma per insegnare a proposito di tutto il gruppo;
9. ogni concetto che era compreso in un'espressione generica e si è staccato da essa per insegnare un punto affine al concetto generale, se n'è staccato solo per facilitare e non per aggravare;
10. ogni concetto che era compreso in un'espressione generica e si è staccato da essa per insegnare un punto nuovo, se n'è staccato sia per facilitare sia per aggravare;
11. ogni concetto che era compreso in un'espressione generica e si è staccato per essere sottoposto a una nuova norma, non si può riportarlo all'espressione generica a meno che il testo non lo faccia esplicitamente;
12. un soggetto che si chiarisce dal suo contesto o anche da un testo seguente;
13. due versetti che si contraddicono fino a che un terzo non li chiarisca.

Le 13 Middot esegetiche si offrono a ciascuno dei differenti livelli d'interpretazione della Torah secondo le peculiarità a essi proprie.

## Linguaggio
Delle due componenti del Talmud babilonese, la Mishnah è scritta in ebraico mishnaico e la Ghemara è scritta, con solo qualche eccezione, in un particolare dialetto noto come aramaico ebraico babilonese.
Questa differenza di linguaggio è anche dovuta al lungo periodo di tempo che intercorre tra le due raccolte. Durante il periodo dei Tannaim (rabbini citati nella Mishna) il vernacolo parlato dagli ebrei in Giudea era una forma tardiva di ebraico noto come "ebraico rabbinico o mishnaico" mentre nel periodo degli Amoraim (rabbini citati nella Ghemara), che incominciò intorno al 200 d.C., il vernacolo parlato era l'aramaico. L'ebraico continuò a essere utilizzato per la scrittura di testi religiosi, di poesie e altro.
L'ebraico costituisce circa la metà del testo talmudico poiché la Mishnah, tutta la Baraita e i passi del Tanakh citati e inseriti nella Ghemara sono in ebraico. Il resto, comprese le discussioni degli Amoraim e la struttura complessiva della Ghemara, è in aramaico babilonese ebraico. Come la Meghillat Taanit esistono inoltre delle citazioni occasionali, estratte da altre opere antiche, che sono in altri dialetti aramaici.

## Edizioni a stampa

### Talmud Bomberg (1523)

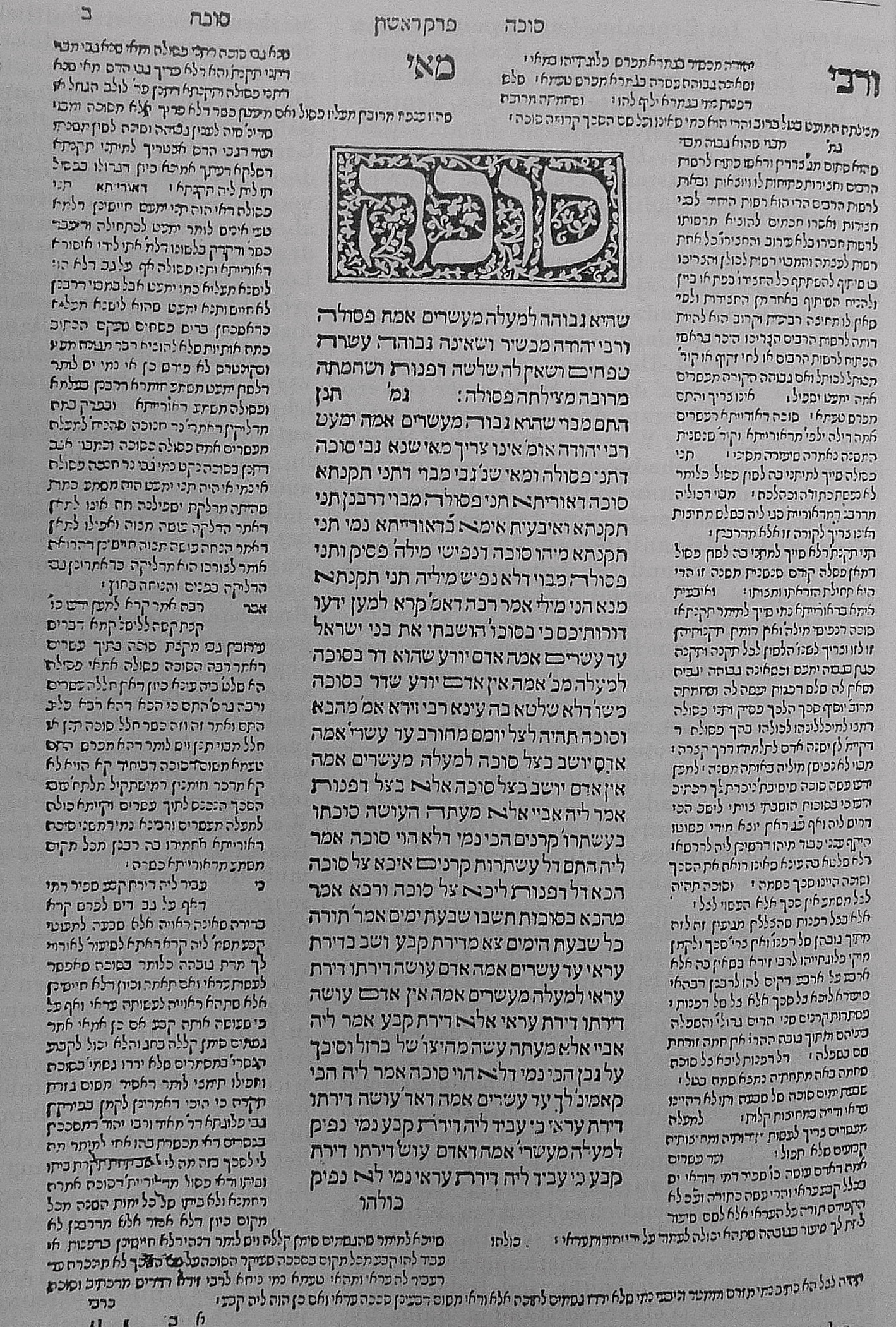
Talmud Bomberg (1523)

La prima edizione completa dal Talmud babilonese fu stampata a Venezia da Daniel Bomberg negli anni 1520-23. Oltre a Mishnah e Ghemara, l'edizione di Bomberg conteneva i commentari di Rashi e i Tosafot. Da allora in poi tutte le stampe hanno seguito la stessa impaginazione di Bomberg. Questa edizione è considerata quasi del tutto priva di censura cristiana.

### Talmud Benveniste(1645)
A seguito della pubblicazione a rate presso Ambrosius Frobenius di quasi tutto il Talmud a Basilea, l'italiano Emanuele Benveniste pubblicò ad Amsterdam l'intero Talmud a puntate nel 1644-1648, Tuttavia, secondo lo studioso Raphael Rabbinovicz, il Talmud Benveniste potrebbe essersi basato sul Talmud di Lublino, includendo molti degli errori commessi dai censori cristiani.

### Talmuddi Vilna (1835)
L'edizione del Talmud pubblicata dai Fratelli Szapira a Slavuta nel 1795, è particolarmente apprezzata da molti Rebbe chassidici. Nel 1835, dopo un'acerrima disputa con la famiglia Szapira, una nuova edizione venne stampata da Menachem Romm di Vilna. Nota come Vilna Shas, questa edizione (e successive, stampate dalla vedova e figli) è stata usata per la produzione di edizioni più recenti del Bavli.
Il numero di pagina del Talmud si riferisce a una pagina con doppie facciate, nota come daf; ogni daf ha due amudim (facciate) identificate con in ebraico א ‎? e in ebraico ב ‎?, facciata A e B (Recto e Verso). Il metodo di riferimenti con daf è relativamente recente e incomincia con le stampe del Talmud nel XVII secolo. La letteratura rabbinica precedente fa riferimento solo al trattato o capitolo nel trattato. Correntemente, si usa il riferimento nel formato [Trattato daf a/b] (per es. Berachot 23b). L'edizione del Talmud di Vilna contiene 5.894 fogli.

### The Soncino Talmud
- “The Soncino Classic” Judaica Press, Inc., Brooklyn, NY (1991-1996 Institute for Computers in Jewish Life & Davka Corporation & Judaica Press, Inc.) JUDAIC CLASSIC LIBRARY

### Talmud Goldschmidt (1897-1909)
Lazarus Goldschmidt pubblicò un'edizione dal "testo incensurato" del Talmud babilonese con una traduzione in lingua tedesca in 9 volumi (incominciata a Lipsia, 1897–1909, e completata, a seguito della sua emigrazione in Inghilterra del 1933, nel 1936).

### Edizioni critiche
Il testo delle edizioni di Vilna è considerato dagli studiosi come non uniformemente attendibile e ci sono stati vari tentativi di confrontare le varianti testuali.
1. Agli inizi del ventesimo secolo, Nathan Rabinowitz pubblicò una serie di volumi intitolati Dikduke Soferim, che illustravano le varianti testuali dei primi manoscritti e stampe.
2. Nel 1960 si cominciò a elaborare una nuova edizione col nome di Ghemara Shelemah (Ghemara completa) curata da Menachem Mendel Kasher: apparve solo un volume della prima parte del trattato Pesachim, prima che il progetto fosse interrotto dalla sua morte. Questa edizione conteneva un'ampia serie di varianti testuali e alcuni commentari scelti.
3. Tredici volumi sono stati pubblicati dall'Istituto del Completo Talmud Israeliano (divisione di Mechon ha-Rav Herzog), sulla falsariga di Rabinowitz, col testo e una vasta serie di varianti testuali (da manoscritti, prime stampe e citazioni in letteratura secondaria) ma senza commentari.[32]

Ci sono state edizioni critiche di trattati particolari (ad esempio l'edizione del rabbino Henry Malter sul Ta'anit), ma non esiste nessuna edizione critica moderna di tutto il Talmud. Edizioni moderne come quelle dell'Istituto Oz ve-Hadar correggono i refusi e ripristinano passi che nelle edizioni precedenti sono stati modificati o espunto dalla censura, ma non offrono un resoconto approfondito delle varianti testuali. Un'edizione, preparata da Rabbi Yosef Amar, rappresenta la tradizione yemenita e assume la forma di riproduzione fotostatica della stampa di Vilna, con l'aggiunta della vocalizzazione yemenita e delle varianti testuali aggiunte a mano, insieme a materiale introduttivo stampato. Raccolte dei manoscritti yemeniti di certi trattati, sono state pubblicate dalla Columbia University.

### Talmud Steinsaltz, Schottenstein, Metivta e Ehrman
Sono state pubblicate quattro edizioni, con lo scopo di diffondere il Talmud in maniera più ampia. Una è quella del Talmud di Steinsaltz, attualmente pubblicata da Koren Publishers di Gerusalemme, che contiene il testo con la punteggiatura, spiegazioni dettagliate e una traduzione in ebraico moderno. L'Edizione Steinsaltz è disponibile in due formati: uno con la pagina "Vilna" tradizionale e una senza. È offerta in ebraico, inglese, francese, russo ed è in corso la sua traduzione in lingua italiana, col patrocinio della Presidenza del Consiglio.
La seconda edizione è quella di ArtScroll Schottenstein Talmud, pubblicata appunto da ArtScroll. La terza è l'edizione Metivta, pubblicata dall'Istituto Oz ve-Hadar. Contiene il testo completo con lo stesso formato delle edizioni di Vilna e le spiegazioni in ebraico moderno a fronte - contiene anche una versione migliorata dei commentari tradizionali.
Un quarto e ultimo progetto editoriale dello stesso tipo, chiamato Talmud El Am ("Talmud per la gente"), fu pubblicato in Israele negli anni sessanta-ottanta. Tale edizione contiene il testo ebraico, la traduzione inglese e un commentario del rabbino Arnost Zvi Ehrman, con brevi realia, note a margine, spesso illustrato, scritto da esperti - per l'intero trattato Berakhot, 2 capitoli della Bava Metzia e la sezione halakhica del Kiddushin, Capitolo 1.

## Studio del Talmud
Sin dal momento del suo completamento, il Talmud divenne parte integrante della cultura ebraica. Una massima di Pirkei Avot esorta lo studio del Talmud a partire dai 15 anni. La seguente sezione illustra alcune delle principali aree di studio talmudico.

### Gheonim

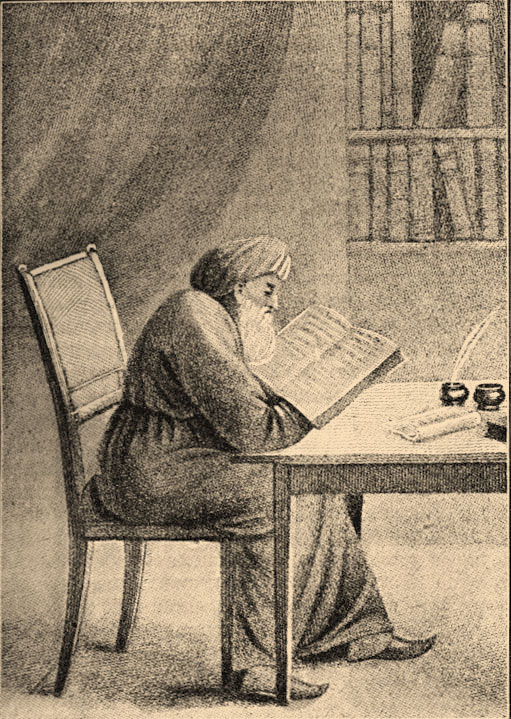
Rabbi Isaac Alfasi (Fez, 1013 – Lucena, 1103), redattore della prima raccolta sistematica del Talmud.
Illustrazione della Jewish Encyclopedia (1906—1913)

I primi commentari del Talmud sono stati scritti dai Gheonim (circa 800-1000 a.C.) a Babilonia. Sebbene esistano alcuni commentari dedicati a particolari trattati, la nostra conoscenza principale dello studio gaonico del Talmud proviene da istruzioni incorporate nei loro responsa che chiariscono passi talmudici: questi sono disposti nello stesso ordinamento del Talmud nell'Otzar ha-Gheonim di Levin. Altrettanto importanti sono i compendi pratici della legge ebraica, come Halachot Pesukot di Yehudai Gaon, Sheeltot di Achai Gaon e Halachot Ghedolot di Simeon Kayyara. Tuttavia, dopo la morte di Hai Gaon, il centro di studio talmudico si sposta verso l'Europa e Nord Africa.

### Estrapolazioni halakhiche e aggadiche
Un'area di studio che si sviluppò col Talmud, fu quella di confermare l'Halakhah. I primi commentatori, come per esempio Rabbi Isaac Alfasi (Nord Africa, 1013–1103), cercarono di estrarre dal vasto corpus talmudico e quindi determinare le opinioni giuridiche vincolanti. Il lavoro di Alfasi fu molto influente e attrasse diversi commentari specifici, servendo come base per la creazione di codici halakhici. Un altro importante lavoro halakhico medievale che seguiva l'ordine del Talmud babilonese e si modellava su quello di Alfasi, fu "il Mordechai", una compilazione di Mordechai ben Hillel (1250–1298). Una terza opera fu quella di Rabbi Asher ben Jehiel (m. 1327). Tutti questi lavori coi rispettivi commentari sono stampati nel Talmud di Vilna e molte altre edizioni successive.
Un rabbino spagnolo del XV secolo, Jacob ibn Habib (m. 1516), compose l'Ein Yaakov (o En Ya'aqob) con estratti da quasi tutto il materiale aggadico del Talmud. Il suo scopo era quello di familiarizzare il pubblico con le parti etiche del Talmud e contestare molte delle accuse contro i relativi contenuti.

### Commentari
Il Talmud è spesso criptico e difficile da capire. Il suo linguaggio contiene molte parole greche e persiane che col tempo sono diventate oscure. Uno dei settori principali di studio talmudico si sviluppò per spiegare questi passaggi e parole. Alcuni primi commentatori, come Rabbenu Gershom ben Judah di Magonza (X sec.) e Chananel ben Chushiel (inizi XI sec.) produssero commentari continuativi di vari trattati. Questi commentari potevano essere letti insieme al testo del Talmud e aiutavano a spiegare il significato del testo. Un'altra opera importante è il Sefer ha-Mafteaḥ (Libro della Chiave) di Nissim ben Jacob, che contiene una prefazione sulle diverse forme di argomentazione talmudica e poi spiega i passaggi abbreviati del Talmud facendo un riferimento incrociato con passi paralleli dove si esprime lo stesso pensiero in lungo. Ancora reperibili sono i commentari (ḥiddushim) di Joseph ibn Migash su due trattati, Bava Batra e Shevuot, basati su Ḥananel e Alfasi, e anche una compilazione di Zaccaria Aghmati intitolata Sefer ha-Ner. Utilizzando uno stile diverso, Rabbi Nathan ben Jehiel di Roma creò un lessico chiamato Arukh nell'XI secolo, per aiutare a tradurre le parole difficili.
Shlomo Yitzhaki (ebraico: רבי שלמה יצחקי), o in latino Salomon Isaacides e correntemente noto con l'acronimo "Rashi" (ebr. רש"י , RAbbi SHlomo Itzhaki) – rabbino di Troyes, famoso per essere l'autore dei primi commentari su Talmud, Torah e Tanakh, è considerato il capostipite della successiva scuola di commentatori biblici noti come Tosafisti.
Nahmanide scrive nell'introduzione al proprio commentario sul Deuteronomio: "Porrò quale illuminazione del mio volto le luci di un puro candelabro – i commentari di Rabbi Shlomo (Rashi), corona di bellezza e gloria... ...nelle Scritture, nella Mishnah e Talmud, a lui appartiene il diritto di primogenitura..." (a nota, probabile si trattasse di un discendente della Casa davidica)
Acclamato per la sua capacità di presentare il significato basilare del testo in modo sintetico e chiaro, Rashi attrae sia eruditi che studenti principianti e le sue opere rimangono il fulcro degli studi ebraici contemporanei.
Il migliore e più importante commentario del Talmud babilonese è comunque quello di Rashi (Rabbi Solomon ben Isaac, 1040–1105). Il commentario è completo e copre quasi tutto il Talmud. Scritto come commentario continuativo, fornisce estese spiegazioni delle parole e chiarisce la struttura logica di ciascun passo talmudico. È considerato indispensabile agli studenti del Talmud.
L'ebraismo ashkenazita produsse un altro grande commentario noto come Tosafot ("addizioni" o "supplementi"). Le Tosafot sono commentari talmudici raccolti da vari rabbini ashkenaziti medievali noti come Tosafisti. Uno dei fini principali dei Tosafot è quello di spiegare e interpretare dichiarazioni contraddittorie nel Talmud. A differenza di Rashi, i Tosafot non sono commentari continuativi ma piuttosto commenti su materie scelte. Spesso le spiegazioni dei Tosafot differiscono da quelle di Rashi.
Tra i fondatori della scuola tosafista c'erano Rabbi Yaakov Ben Meir (noto come Rabbenu Tam), che era un nipote di Rashi, e il nipote di Rabbenu Tam, il rabbino Isaac ben Samuel. I commentari Tosafot vennero raccolti in diverse edizioni nelle varie scuole. La raccolta Tosafot di riferimento per la Francia settentrionale fu quella di Rabbi Eliezer di Touques. La raccolta per la Spagna fu quella di Asher ben Jehiel (Tosafot Harosh). I Tosafot stampati nell'edizione standard di Vilna sono una versione modificata, ricavata dalle varie collezioni medievali, prevalentemente quella di Touques.
Nel corso del tempo l'approccio dei Tosafisti si diffuse presso altre comunità ebraiche, in particolare quelle di Spagna. Ciò portò alla composizione di molti altri commentari in stili somiglianti. Tra questi ci sono i commentari di Nachmanide (Ramban), Solomon ben Adret (Rashba), Yom Tov Asevilli di Siviglia (Ritva) e Nissim di Gerona (Ran). Un'antologia completa, composta da estratti di tutti questi, è il Shittah Mekubbetzet di Bezalel Ashkenazi.
Altri commentari prodotti in Spagna e Provenza non furono influenzati dallo stile tosafista. Due dei più significativi sono lo Yad Ramah di Rabbi Meir Abulafia (zio del mistico Abramo Abulafia) e Bet Habechirah di Rabbi Menachem Meiri, comunemente citato come Meiri. Mentre il Bet Habechirah copre tutto il Talmud, lo Yad Ramah esiste solo per i trattati Sanhedrin, Bava Batra e Gittin. Come per i commentari di Ramban e altri, questi sono generalmente stampati come opere indipendenti, sebbene certe edizioni talmudiche includano lo Shittah Mekubbetzet in forma abbreviata.
Nei secoli successivi l'attenzione si spostò parzialmente dalla diretta interpretazione talmudica all'analisi di commentari scritti precedentemente. Questi commentari successivi includono Maharshal (Solomon Luria), Maharam (Meir Lublin) e Maharsha (Samuel Edels) e sono generalmente stampati sul retro di ogni trattato.
Un altro aiuto di studio molto utile, che si trova in quasi tutte le edizioni del Talmud, è costituito dalle note marginali Torah Or, Ein Mishpat Ner Mitzvah e Masoret ha-Shas del rabbino italiano Joshua Boaz: esso fornisce riferimenti rispettivamente ai passaggi biblici citati, ai relativi codici halachici e ai rispettivi passi talmudici.
La maggioranza delle edizioni del Talmud include note a margine di Akiva Eger col titolo Gilyonot ha-Shas, e note testuali di Joel ben Samuel Sirkis e del Gaon di Vilna (cfr. Emendamenti testuali più sotto), sulla pagina insieme al testo.

### Pilpul

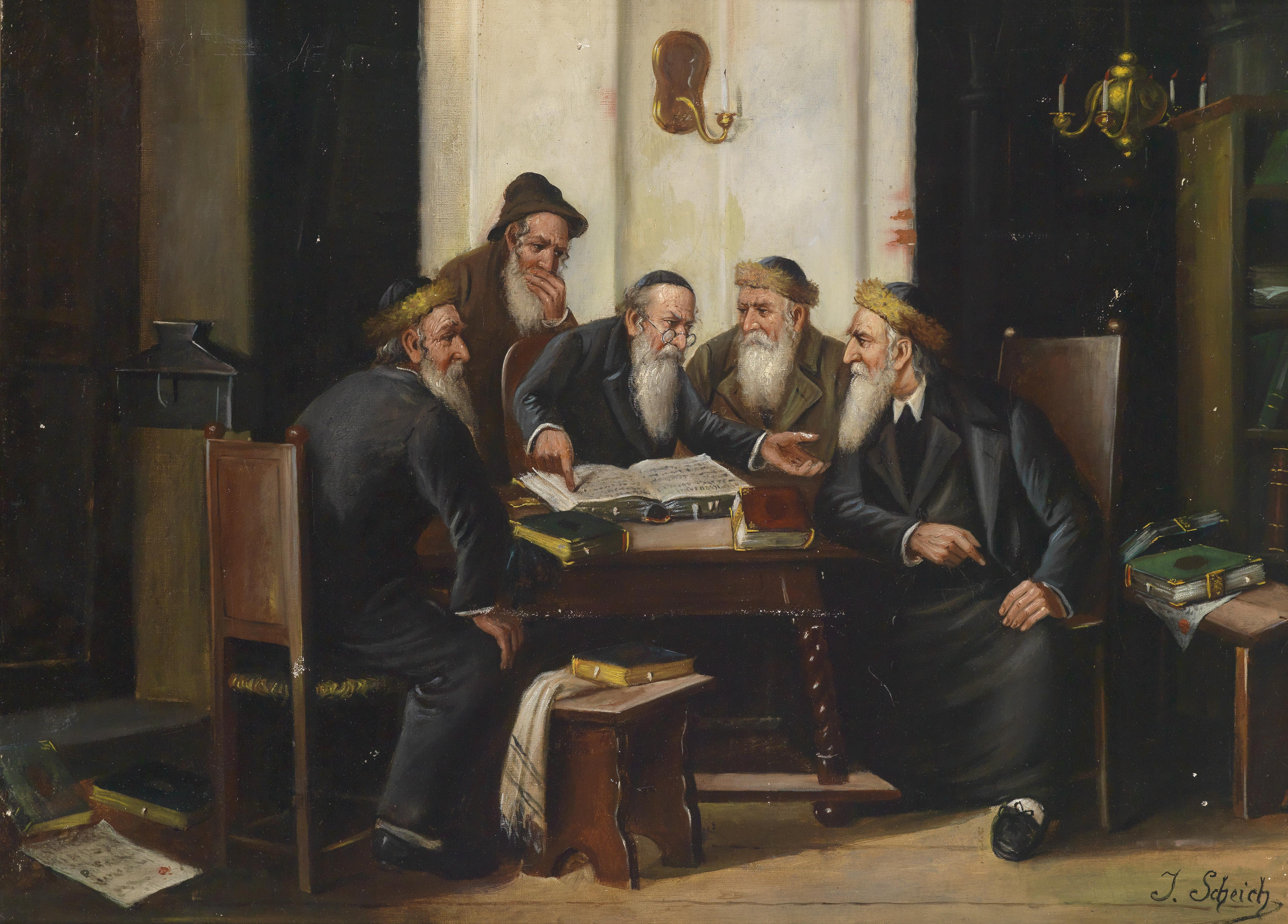
Lo studio del Talmud col pilpul.
L'ora del Talmud, olio su tela di J. Sheich (1900 c.)

Durante i secoli XV e XVI, prese piede una nuova forma di studi del Talmud. Complicati argomenti logici venivano utilizzati per spiegare punti minori di contraddizione all'interno del Talmud. Il termine pilpul (ebr. פלפול, lib. trad. come "analisi dettagliata/accurata") fu applicato a questo tipo di studio. L'utilizzo di pilpul in questo senso (quello di "analisi accurata") si rifà al periodo talmudico e si riferisce all'acume intellettuale che questo metodo richiedeva.
Professionisti del pilpul postulavano che il Talmud non potesse contenere nessuna ridondanza o contraddizione di sorta. Nuove categorie e distinzioni (hillukim) furono quindi create per risolvere le contraddizioni apparenti all'interno del Talmud con innovativi mezzi logici.
Nel mondo ashkenazita i fondatori del pilpul furono Jacob Pollak (1460-1541) e Shalom Shachna (m. 1558). Questo tipo di studio raggiunse il suo apice nei secoli XVI e XVII quando le competenze in analisi pilpulistica erano considerate una forma d'arte ed erano diventate un obiettivo in sé e per sé all'interno delle yeshivot di Polonia e Lituania. Ma il popolare nuovo metodo di studio del Talmud non era esente da critiche: già nel XV secolo il trattato etico Orhot Zaddikim ("Sentieri dei Giusti" in ebraico) criticava il pilpul per la sua eccessiva enfasi sulla perspicacia intellettuale. Anche molti rabbini del XVI e XVII secolo furono avversi al pilpul. Tra di loro si possono citare Judah Loew ben Bezalel (il Maharal di Praga), Isaiah Horowitz e Yair Bacharach.
Con l'arrivo del XVIII il pilpul si affievolì. Altri stili di apprendimento divennero popolari, come quello sostenuto dalla scuola di Elijah ben Solomon, il Gaon di Vilna. Il termine pilpul veniva sempre più applicato in maniera derogatoria a novelle reputate prolisse e cavillose. Autori si riferivano ai propri commentari definendoli al derekh ha-peshat (col metodo semplice) per contrastarli al pilpul.

### Approcci sefarditi
Tra gli ebrei sefarditi e quelli italiani, a partire dal XV secolo, alcune autorià cercarono di applicare i metodi di logica aristotelica nel modo formulato da Averroè. Questo metodo fu usato per la prima volta, sebbene senza riferimento esplicito ad Aristotele, da Isaac Campanton (m. Spagna nel 1463) nel suo Darkhei ha-Talmud ("Le Vie del Talmud") e si ritrova anche nelle opere di Mosè Luzzatto.
Secondo lo storico e teologo sefardita moderno José Faur, lo studio tradizionale sefardita del Talmud può avvenire a tre livelli. Il livello base consiste in un'analisi letteraria del testo senza l'aiuto di commentari, per far risaltare la tzurata di-shema'ta, cioè la struttura logica e narrativa del passo. Il livello intermedio, 'iyyun (concentrazione), considera lo studio con l'aiuto di commentari tipo quello di Rashi e dei Tosafot, in maniera simile a quella praticata dagli ashkenaziti (storicamente i sefarditi studiavano i Tosefot ha-Rosh e i commentari di Nahmanide in preferenza ai Tosafot stampati). Il livello più alto, halakhah (legge), consiste nel raccogliere le opinioni espresse dal Talmud insieme a quelle dei codici halakhici, come la Mishneh Torah e lo Shulchan Aruch, in modo da studiare il Talmud come fonte giuridica (un progetto chiamato Halacha Brura, fondato da Abraham Isaac Kook, presenta il Talmud e i codici halakhici faccia a faccia in formato libro, per permettere questo tipo di confronto).
Una distinzione abbastanza simile vien fatta nel programma di studi della yeshivah ashkenazita, tra beki'ut (familiarizzazione basilare) e 'iyyun (studio approfondito). Correntemente la maggioranza delle yeshivot sefardite seguono l'approccio lituano, come quello del metodo "Brisker": i metodi tradizionali sefarditi vengono infatti tramandati e perpetuati informalmente da alcune persone coinvolte in tali studi ebraici.

### Metodo Brisker
Verso la fine del XIX secolo sorse un'altra tendenza per lo studio del Talmud. Rabbi Chaim Soloveitchik (1853-1918) di Brisk (Brest-Litovsk) sviluppò e perfezionò uno stile di studio riduzionistico. Il Metodo Brisker comporta un'analisi riduzionistica degli argomenti rabbinici all'interno del Talmud o tra i Rishonim, spiegando le opinioni divergenti mettendole all'interno di una struttura categoriale. Il metodo Brisker è altamente analitico e viene spesso criticato come versione moderna del pilpul. Nondimeno, l'influenza del metodo Brisker è grande. Molte yeshivot moderne studiano il Talmud con qualche forma di metodo Brisker. Una caratteristica di questo metodo è l'uso della Mishneh Torah di Maimonide come guida all'interpretazione talmudica, distinguendola dal suo uso come fonte di halakhah pratica.

### Il metodo critico
Come risultato dell'emancipazione ebraica, l'ebraismo subì un enorme sconvolgimento e trasformazione nel corso del XIX secolo. I moderni metodi di analisi testuale e storica vennero applicati al Talmud.
Il testo del Talmud è sempre stato oggetto di un certo livello di esame critico sin dagli inizi e lungo il corso di tutta la sua storia. La tradizione rabbinica sostiene che le persone citate in entrambi i Talmud non parteciparono alla sua scrittura, anzi, i loro insegnamenti furono modificati in forma rudimentale verso il 450 d.C. (Yerushalmi) e 550 d.C. (Bavli). Il testo del Bavli in particolare non fu consolidato in quel momento.
La letteratura dei responsa gaonici esaminano questo problema. Teshuvot Geonim Kadmonim, sezione 78, considera letture bibliche erronee del Talmud. Questo responsum gaonico afferma:
(Teshuvot Geonim Kadmonim, ediz. Cassel, Berlino 1858, ristampa anastatica Tel Aviv 1964, 23b.)
Durante l'Alto Medioevo, Rashi concluse che alcune dichiarazioni del testo talmudico esistente erano inserimenti fatti da editori successivi. Dello Shevuot 3b, Rashi scrive: "Uno studente per sbaglio lo scrisse a margine del Talmud, e copisti [successivamente] lo misero nella Gemara".
Le correzioni di Yoel Sirkis e del Gaon di Vilna sono incluse in tutte le edizioni standard del Talmud, in forma di glosse marginali intitolate Hagahot ha-Bach e Hagahot ha-Gra rispettivamente; altri emendamenti di Solomon Luria sono espressi in forma di commentario nel retro di ciascun trattato. Le correzioni del Gaon di Vilna si basavano spesso sulla sua ricerca di consistenza interna al testo, piuttosto che sull'evidenza del manoscritto; Tuttavia molti degli emendamenti del Gaon furono verificati da critici testuali, come Solomon Schechter, che aveva testi della Geniza del Cairo coi quali confrontare le edizioni standard.
Nel XIX secolo, Raphael Nathan Nota Rabinovicz pubblicò un'opera di diversi volumi intitolata Dikdukei Soferim, che mostrava le varianti testuali dei manoscritti di Monaco e altre edizioni talmudiche, mentre altre varianti sono registrate nel Talmud Israeliano Completo e nella Gemara Shelemah (cfr. Stampa e pubblicazione, supra).
Correntemente molti altri manoscritti si sono resi disponibili, in particolare dalla Geniza del Cairo. L'Accademia della Lingua Ebraica ha elaborato un testo su CD-ROM per scopi lessicografici, contenente il testo di ogni trattato secondo il manoscritto ritenuto più affidabile, e l'Istituto Lieberman, associato al Jewish Theological Seminary d'America, mantiene un sito internet ricercabile sul quale intende rendere disponibili tutti i testi manoscritti. Immagini di alcuni manoscritti più antichi possono esser trovati sul sito della Biblioteca nazionale di Israele.
Ulteriori varianti testuali possono spesso essere rinvenute in citazioni di letteratura secondaria, tipo i commentari di Alfasi, di Rabbenu Ḥananel e di Aghmati, e a volte i commentatori spagnoli successivi come quelli di Nahmanide e Solomon ben Adret.

### Analisi storica e critica testuale
Lo studio storico del Talmud può essere utilizzato per indagare su una serie di problemi. Ci si possono porre domande come: le fonti di una data sezione risalgono alla vita del suo redattore? In che misura una sezione talmudica dispone di fonti precedenti o successive? Sono le controversie talmudiche distinguibili lungo linee teologiche o comunali? In quali modi le differenti sezioni derivano da differenti scuole di pensiero all'interno dell'ebraismo antico? Possono queste fonti antiche essere identificate, e se sì, come? Indagini su domande di questo tipo sono note come "la critica testuale approfondita" (da notare che "critica" è un termine tecnico da intendersi come "studio accademico").
Studiosi religiosi dibattono tutt'oggi il metodo preciso col quale il testo dei Talmud ci sia pervenuto nella forma finale. Molti credono che il testo venne riveduto e corretto in maniera continuativa dai savoraim.
Negli anni 1870 e 1880, Rabbi Raphael Natan Nata Rabbinovitz si impegnò in uno studio storico del Talmud Bavli nel suo Diqduqei Soferim. Da allora molti rabbini ortodossi hanno approvato la sua opera di ricerca, compresi i rabbini Shlomo Kluger, Yoseph Shaul Ha-Levi Natanzohn, Yaaqov Ettlinger, Yitzchak Elchanan Spektor e Shimon Sofer.
Agli inizi del XIX secolo, i capi del nuovo movimento riformato ebraico, come Abraham Geiger e Samuel Holdheim, sottoposero il Talmud a un severo controllo per rompere con il tradizionale ebraismo rabbinico. Insistettero che il Talmud fosse tutto un lavoro di evoluzione e sviluppo. Tale opinione fu respinta in quanto errata sia sul piano accademico sia su quello religioso, da parte di coloro che sarebbero diventati noto come movimento ortodosso. Alcuni leader ortodossi, come Mosè Sofer (il Chatam Sofer), divennero estremamente sensibili a qualsiasi cambiamento e respinsero i moderni metodi critici di studio talmudico.
Alcuni rabbini favorivano una visione dello studio talmudico che ritenevano fosse nel mezzo tra riformatori e ortodossi; tali rabbini erano gli aderenti all'ebraismo storico-positivo, tra i quali si annoveravano Nachman Krochmal e Zacharias Frankel. La Torah orale venne descritta come il risultato di un processo storico ed esegetico, emergente nel corso del tempo, tramite l'applicazione di tecniche esegetiche autorizzate e, soprattutto, grazie alle disposizioni soggettive e le personalità dei saggi ebrei, e le attuali condizioni storiche in cui si trovavano. Ciò fu poi sviluppato più ampiamente nei cinque volumi dell'opera Dor ve-Dorshav di Isaac Hirsch Weiss. Alla fine il loro lavoro divenne una delle parti formative dell'Ebraismo conservatore.
Un altro aspetto di questo movimento si riflette nella History of the Jews (Storia degli ebrei) di Heinrich Graetz. Graetz tenta di dedurre la personalità dei farisei sulla base delle leggi o aggadot citate, e dimostra che le loro personalità influenzarono le leggi che esponevano.
Il leader degli ebrei ortodossi in Germania, Samson Raphael Hirsch, pur non rifiutando i correnti metodi di studio in linea di principio, vivacemente contestava le conclusioni del metodo storico-critico. In una serie di articoli nella sua rivista Jeschurun (ristampata in Collected Writings Vol. 5), Hirsch ribadisce la visione tradizionale e sottolinea ciò che egli reputava come errori nelle opere di Graetz, Frankel e Geiger.
D'altra parte nel XIX secolo molti dei più forti critici dell'Ebraismo riformato, tra cui rabbini strettamente ortodossi come Zvi Hirsch Chajes, utilizzarono questo nuovo metodo scientifico. Il seminario ortodosso rabbinico di Azriel Hildesheimer fu fondato sull'idea di creare una "armonia tra ebraismo e scienza". Un altro pioniere ortodosso di studio scientifico del Talmud fu David Zvi Hoffman
Il rabbino iracheno Yaakov Chaim Sofer nota che il testo della Gemara ha sostenuto cambiamenti e aggiunte, e contiene dichiarazioni non della stessa fonte dell'originale.
Lo studioso ortodosso e filologo Daniel Sperber scrive su Legitimacy, of Necessity, of Scientific Disciplines (Legittimità, di necessità, delle discipline scientifiche) che molte fonti ortodosse si sono impegnate nello studio storico (chiamato anche "scientifico") del Talmud. Per questo motivo, la divisione odierna tra Ortodossia e Riforma non è sul fatto che il Talmud sia stato oggetto di studio storico, bensì sulle implicazioni teologiche e halakhiche di tale studio.

### Studio contemporaneo

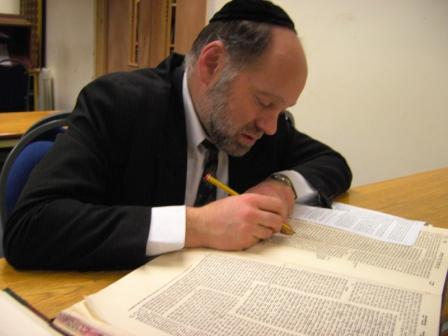
Studio moderno del Talmud

Alcune tendenze contemporanee all'interno dello studio talmudico sono elencate di seguito:
- L'ebraismo ortodosso sostiene che la Legge orale è stata rivelata, in qualche forma, insieme alla Legge scritta. In quanto tale, alcuni aderenti, in particolare Samson Raphael Hirsch e i suoi seguaci, hanno resistito a qualsiasi tentativo di applicare i metodi storici che imputavano motivi specifici agli autori del Talmud. Altre figure importanti dell'ortodossia però si trovarono in disaccordo con Hirsch su questo tema, tra cui il più eminente fu David Zvi Hoffmann.[58]
- Alcuni studiosi sostengono che vi sia stato un ampio rimodellamento redazionale delle storie e delle dichiarazioni del Talmud. In mancanza di testi esterni di conferma, questi sostengono che non si possa confermare l'origine o la data della maggior parte delle dichiarazioni e delle leggi talmudiche, e che si possa dire ben poco della loro paternità. In questa prospettiva, le domande di cui sopra sono impossibili da rispondere.[59]
- Certi studiosi ritengono che il Talmud sia stato ampiamente plasmato da una redazione editoriale posteriore, ma che contenga fonti che siamo in grado di identificare e descrivere con un certo livello di affidabilità. In questa prospettiva, si possono identificare le fonti tracciandone la storia delle origini e analizzando le relative regioni geografiche.[60]
- Altri studiosi sostengono che molti o la maggior parte delle dichiarazioni e degli eventi descritti nel Talmud di solito si sono verificati più o meno come descritto, e che possono essere utilizzati come serie fonti di studio storico. In questa prospettiva, gli storici fanno del loro meglio per mettere in evidenza le aggiunte redazionali successive (di per sé un compito molto difficile) e considerare con scetticismo le storie di miracoli, rimanendo quindi con un testo storico attendibile.[61]
- Il moderno studio accademico cerca di separare i diversi "strati" all'interno del testo, per cercare di interpretare ogni livello per conto proprio e di individuare le correlazioni tra le versioni parallele della stessa tradizione. Negli ultimi anni, l'opera di Rabbi David Weiss Halivni e di Shamma Friedman hanno segnalato un cambiamento di paradigma nella comprensione del Talmud.[62] L'assenso tradizionale era stato quello di vedere il Talmud come opera unitaria omogenea. Sebbene anche altri studiosi abbiano trattato il Talmud come opera a molti strati, Halivni (soprattutto nel secondo volume del suo Mekorot u-Mesorot) ha differenziato tra le dichiarazioni amoraiche, che sono generalmente decisioni o questioni halakhiche brevi, e gli scritti degli ultimi autori "Stammaitici" (o Savoraici), che sono caratterizzati da un'analisi molto più lunga, che consiste spesso in una prolungata discussione dialettica. È stato osservato che il Talmud di Gerusalemme è in realtà molto simile al Talmud babilonese, meno l'attività stammaitica.[63]

## Il ruolo nell'ebraismo
È diventato la base di molti codici rabbinici legali e della morale ebraica: tra questi i più importanti sono il Mishneh Torah e lo Shulchan Aruch. Gli ortodossi e, in misura minore, l'ebraismo conservatore, accettano il Talmud come autorevole, mentre l'ebraismo ricostruzionista e quello ebraismo riformato, anche se nel passato viene messo in dubbio certe leggi che era vincolante solo quando c'era il tempio di Gerusalemme, oggi danno grande attenzione allo studio del talmud con una visione moderne e tradizionale allo stesso tempo. La seguente sezione descrive brevemente le correnti ebraiche passate e presenti e la loro visione del ruolo del Talmud.

### Sadducei
La setta ebraica dei Sadducei fiorì durante il periodo del Secondo Tempio. Una delle loro argomentazioni principali coi farisei (in seguito classificati come "Ebraismo rabbinico") fu sul loro rifiuto della Legge Orale e il diniego della risurrezione dopo la morte.

### Caraismo

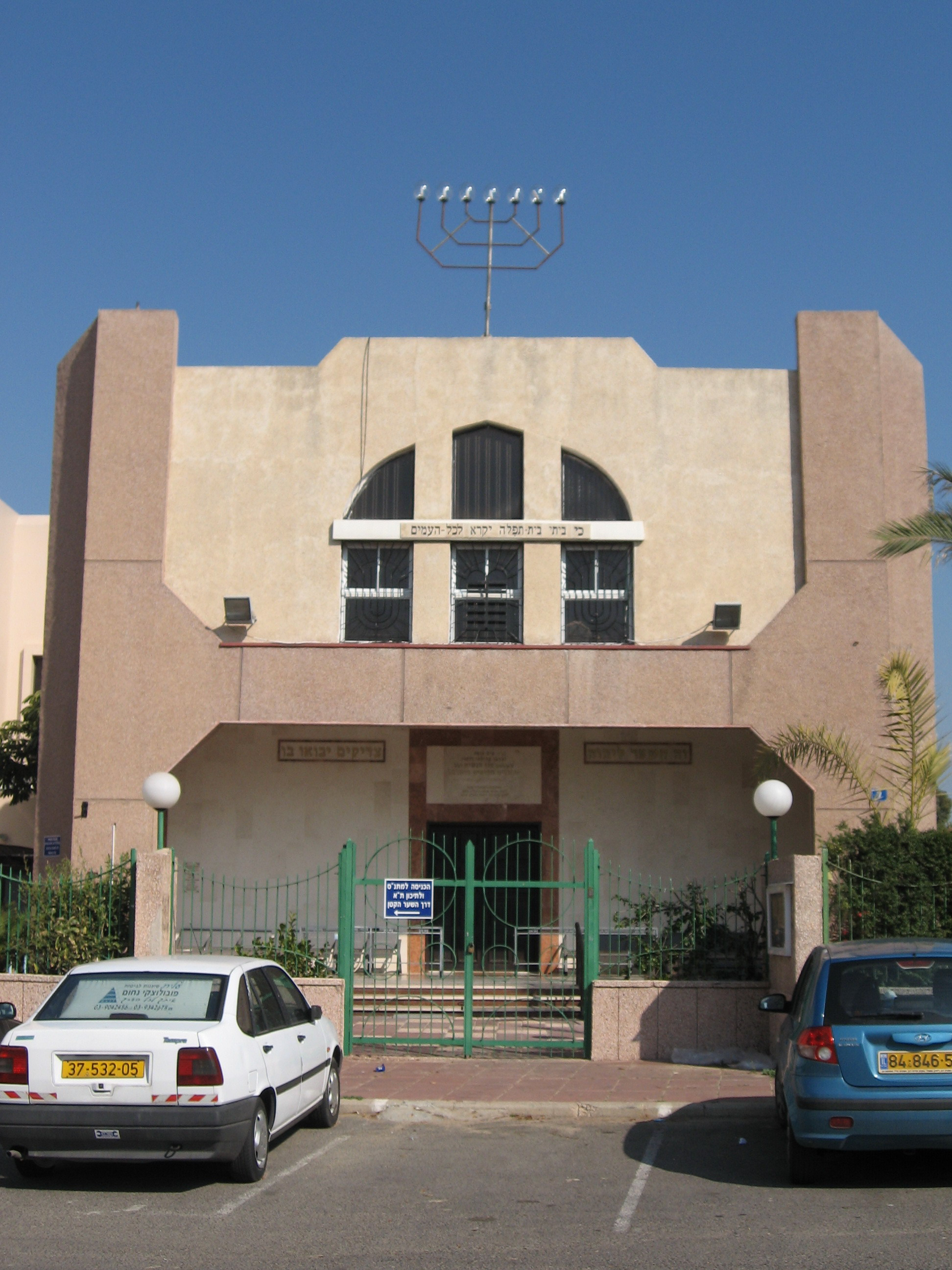
La sinagoga caraita di Ashdod.

Un altro movimento che ha respinto la legge orale fu il Caraismo. Sorse nel giro di due secoli dopo il completamento del Talmud. Il Caraismo si sviluppò come una reazione contro l'ebraismo talmudico di Babilonia. Il concetto centrale del Caraismo è il rifiuto della Torah orale come presentata dal Talmud, in favore di una stretta e unica aderenza alla Legge scritta. Ciò si oppone al concetto fondamentale rabbinico che la Legge orale è stata data a Mosè sul Monte Sinai insieme alla Legge scritta. Alcuni Caraiti successivi hanno assunto una posizione più moderata, ammettendo che alcuni elementi della tradizione (chiamata sevel ha-yerushah, l'onere del retaggio) sono ammissibili nell'interpretazione della Torah e che alcune tradizioni autentiche sono contenute nella Mishnah e nel Talmud, anche se queste non potranno mai sostituire il significato letterale della Legge scritta. Il Caraismo è quasi scomparso, decadendo da circa il 10% della popolazione ebraica a circa lo 0,2% corrente. Nel corso del XX secolo incominciò un flusso di immigrazione caraita verso Israele, inizialmente contrastato dalle autorità rabbiniche. Oggi i Caraiti in Israele sono tra i 20 e i 25.000, concentrati negli insediamenti di Ramla, Ashdod e Be'er Sheva. Circa 2.000 Caraiti vivono negli Stati Uniti, mentre la comunità di Istanbul - fiorente nel Medioevo - conta appena una cinquantina di aderenti.

### Ebraismo riformato
Con l'avvento dell'Ebraismo riformato, durante il XIX secolo l'autorità del Talmud fu nuovamente messa in dubbio. Il Talmud era visto dagli ebrei "riformati" come un prodotto della tarda antichità avente rilevanza soltanto come documento storico, mentre altri sembravano adottare un approccio neo-caraita di "ritorno alla Bibbia", anche se spesso con una maggiore enfasi sui libri profetici piuttosto che su quelli giuridici, ma oggi molte comunità riformate viene data grande priorità allo studio del Talmud come parte integrante della cultura ebraica! Come tutta la legge ebraica halacka, il movimento riformato e la maggiore corrente ebraica danno allo stato di Israele aiuti significativi soprattutto degli ebrei degli Stati Uniti d'America. Lo stato d'Israele riconosce la corrente riformata, ma non viene riconosciuta dal grande rabbinato di Israele. Tuttavia viene riconosciuta al fine della legge di ritorno.

### Età contemporanea
L'ebraismo ortodosso continua a ribadire l'importanza dello studio del Talmud, che rappresenta una componente centrale del piano di studi delle yeshivah, in particolare quelle che formano i futuri rabbini. Ciò succede anche se la Halakhah è generalmente studiata sui codici medievali e non direttamente sul Talmud. Lo studio talmudico tra i meno religiosi ortodossi è molto praticato, con lo studio quotidiano o settimanale del Talmud particolarmente in voga tra gli ebrei haredi e nelle scuole ortodosse in genere. Lo studio talmudico tra i meno osservanti è stato reso popolare dal Daf Yomi, un corso giornaliero di studio talmudico incominciato da Rabbi Meir Shapiro nel 1923 - il suo 12º ciclo è cominciato il 2 marzo 2005.
Similmente, l'Ebraismo conservatore sottolinea lo studio del Talmud nella sua educazione religiosa e rabbinica. In generale, tuttavia, il Talmud è studiato come fonte storica testuale della Halakhah. L'approccio conservatore alla decisione giuridica enfatizza il porre testi classici e decisioni precedenti in un contesto storico e culturale, esaminando lo sviluppo storico della Halakhah. Questo approccio ha portato a una maggiore flessibilità pratica rispetto a quella ortodossa. Lo studio del Talmud fa parte del curriculum educativo conservatore in molte scuole del movimento, e un aumento nelle iscrizioni scolastiche conservatrici ha portato a un aumento nello studio talmudico come parte dell'istruzione ebraica per una minoranza di ebrei conservatori.
L'Ebraismo riformato dà importanza allo studio del Talmud nelle proprie scuole ebraiche, ma lo insegnano e nei loro seminari rabbinici; la visione globale dell'ebraismo liberale accetta l'idea di una Legge ebraica vincolante e usa il Talmud come fonte d'ispirazione e istruzione morale. Lettura e osservanza del Talmud sono diffusi tra gli ebrei riformati e quelli ricostruzionisti, che di solito pongono maggiore accento sullo studio della Bibbia ebraica o Tanakh.

## L'influenza in contesti culturali
Lo studio del Talmud non è limitato agli ebrei e ha attirato l'interesse di altre culture. Studiosi cristiani hanno da tempo espresso interesse per lo studio del Talmud, che ha contribuito a illuminare le loro proprie Scritture. Il Talmud contiene l'esegesi biblica e il commento del Tanakh, che spesso chiarisce passaggi ellittici ed esoterici. Il Talmud contiene inoltre possibili riferimenti a Gesù Cristo e ai suoi discepoli, mentre il canone cristiano fa menzione di figure talmudiche e contiene insegnamenti che possono essere messi in parallelo all'interno del Talmud e del Midrash. Il Talmud fornisce un contesto culturale e storico al Vangelo e agli scritti degli Apostoli.
Nella Corea del Sud, il Talmud viene comunemente letto credendo che aumenti l'acume intellettuale e il profitto accademico. I sud coreani stimano molto anche i valori espressi dal Talmud.

## Critiche e opposizioni
Lo storico Michael Levi Rodkinson, nel suo libro The History of the Talmud ("Storia del Talmud"), ha scritto che i detrattori del Talmud, sia durante sia dopo la sua formazione, "sono variati in carattere, oggetto e azione" e procede poi a documentare una quantità di critici e persecutori, tra cui Nicholas Donin, Johannes Pfefferkorn, Johann Andreas Eisenmenger, i Frankisti e August Rohling. Molti attacchi provennero da fonti antisemitiche, particolarmente da antisemiti cristiani come Justinas Pranaitis, Elizabeth Dilling o David Duke. Esiste della critica specifica da parte di fonti musulmane, fonti ebraiche, e atee e scettiche. Accuse contro il Talmud includono presunti
1. Contenuti anti-cristiani o anti-Gentili[80][81][82][83]
2. Contenuti assurdi e sessualmente immorali[84]
3. Falsificazione delle Sacre Scritture[85][86][87]

Alcune di queste critiche possono omettere passi correlati al fine di generare affermazioni che sembrano essere offensive o ingiuriose.

### Medioevo

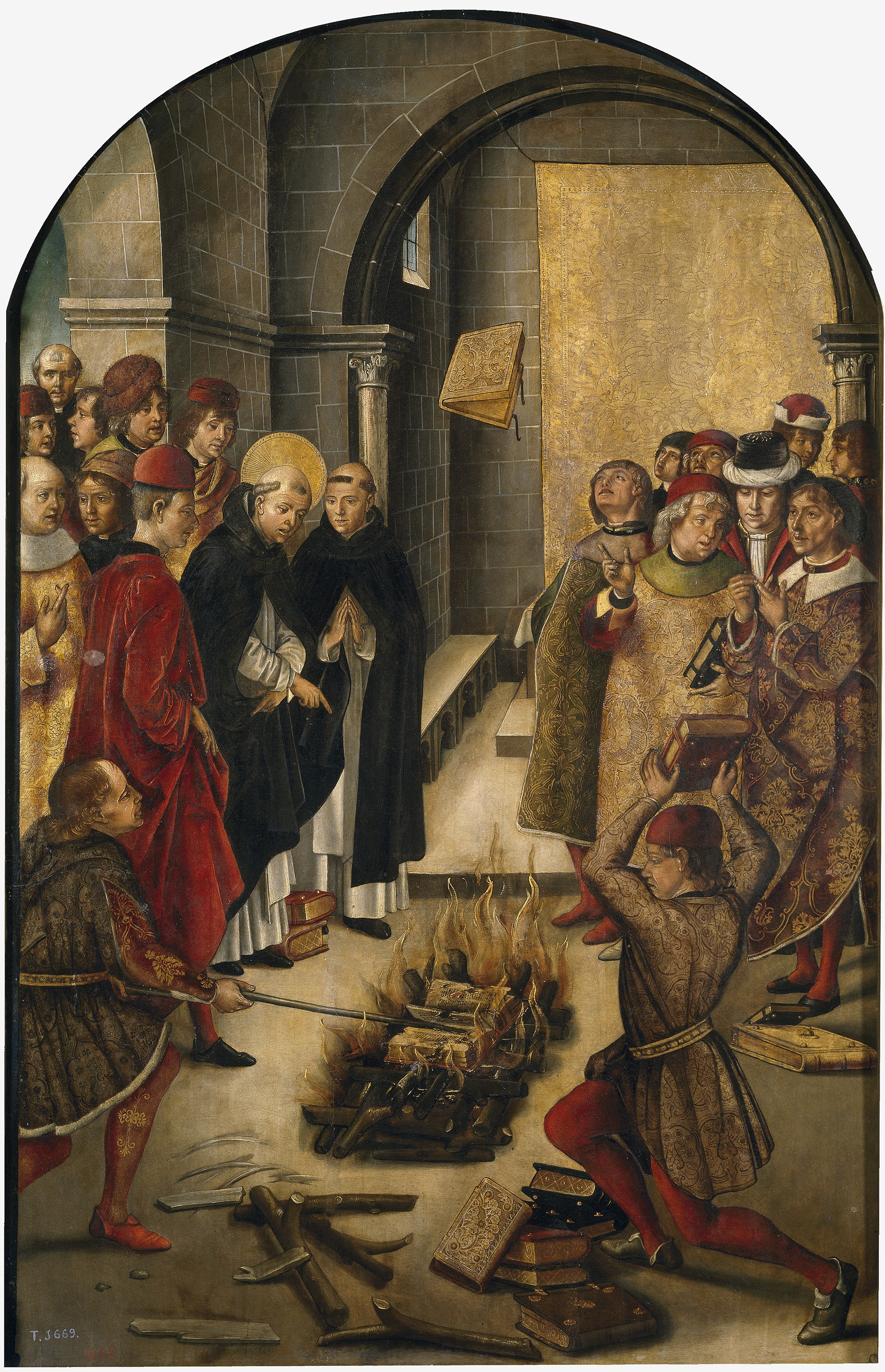
Domenico di Guzmán e un rogo di libri.
Pannello di Berruguete, XV secolo.

La storia del Talmud riflette in parte la storia dell'ebraismo che persiste in un mondo di ostilità e persecuzione. Quasi allo stesso tempo che i savoraim babilonesi davano gli ultimi ritocchi alla redazione del Talmud, l'imperatore Giustiniano emetteva il suo editto contro la deuterosis (raddoppio, ripetizione) della Bibbia ebraica Viene dibattuto se, in questo contesto, deuterosis significa Mishnah o Targum: nella letteratura patristica, la parola è usata in entrambi i sensi. Questo editto, dettato da zelo cristiano e sentimento anti-ebraico, fu il preludio agli attacchi contro il Talmud, concepiti nello stesso spirito e con inizio nel XIII secolo in Francia, dove lo studio del Talmud era allora fiorente.
L'accusa contro il Talmud proposta dal convertito al cristianesimo Nicholas Donin, portò alla prima disputa pubblica tra ebrei e cristiani, e al primo rogo di copie del Talmud a Parigi nel 1242. I falò di copie del Talmud continuarono, ripetutamente.
In simile maniera, il Talmud fu oggetto di una disputa a Barcellona nel 1263 tra Nahmanide (Rabbi Moses ben Nahman) e un convertito cristiano, Pablo Christiani, diventato frate domenicano. Lo stesso Pablo Christiani condusse un attacco contro il Talmud che provocò una bolla papale contro il Talmud e una prima censura, eseguita a Barcellona da una commissione di domenicani, che ordinarono la cancellazione di passi talmudici considerati offensivi da una prospettiva cristiana (1264).
Alla Disputa di Tortosa nel 1413, Geronimo de Santa Fé proclamò una serie di accuse, tra cui la fatidica affermazione che le condanne di "pagani", "idolatri" e "apostati" presenti nel Talmud erano in realtà riferimenti velati contro i cristiani. Queste affermazioni vennero negate dalla comunità ebraica e dai suoi studiosi, i quali sostennero che il pensiero ebraico faceva una netta distinzione tra coloro che erano classificati come pagani o idolatri, che erano politeisti, e coloro che riconoscevano il Dio unico e vero (come i cristiani), pur adorando il vero Dio monoteistico in modo errato. Così, gli ebrei consideravano i cristiani come fuorviati e in errore, ma non li mettevano tra i "pagani" o "idolatri" discussi nel Talmud.
Sia Pablo Christiani sia Geronimo de Santa Fé, oltre a criticare il Talmud, lo consideravano anche come una fonte di tradizioni autentiche, alcune delle quali potevano essere utilizzate come argomenti a favore del cristianesimo. Esempi di tali tradizioni erano le dichiarazioni che il Messia era nato al tempo della distruzione del Tempio e che il Messia sedeva alla destra di Dio.
Nel 1415, l'Antipapa Benedetto XIII, che aveva convocato la disputa di Tortosa, emise una bolla (che era destinata, però, a rimanere inoperante) che vietava agli ebrei di leggere il Talmud e ordinava la distruzione di tutte le relative copie. Molto più importanti furono le accuse fatte nella prima parte del XVI secolo dal convertito Johannes Pfefferkorn, agente dei domenicani. Il risultato di queste accuse fu una lotta in cui l'imperatore e il papa agivano come giudici, l'avvocato degli ebrei era Johannes Reuchlin, che era contrapposto agli oscurantisti: questa polemica, che si svolse per la maggior parte tramite opuscoli, divenne secondo alcuni un precursore della Riforma protestante.
Un risultato inatteso di questa vicenda fu l'edizione stampata completa del Talmud babilonese pubblicata nel 1520 da Daniel Bomberg a Venezia, sotto la protezione di un privilegio papale. Tre anni dopo, nel 1523, Bomberg pubblicò la prima edizione del Talmud di Gerusalemme. Trent'anni dopo la Santa Sede, che aveva inizialmente permesso la prima stampa del Talmud, intraprese una campagna per la sua distruzione. A Capodanno, Rosh haShanah (9 settembre 1553), le copie del Talmud confiscate in conformità a un decreto dell'Inquisizione furono bruciate a Roma, in Campo dei Fiori (autodafé). Altri roghi ebbero luogo in altre città italiane, come quella istigata da Joshua dei Cantori a Cremona nel 1559. La censura del Talmud e di altre opere ebraiche fu introdotta da una bolla papale emessa nel 1554; cinque anni dopo, il Talmud veniva incluso nel primo Index Expurgatorius e papa Pio IV comandò, nel 1565, che il Talmud venisse privato del suo stesso nome. La convenzione di riferirsi al lavoro come Shas (shishah sidre Mishnah) invece di Talmud, risale a questo periodo.
La prima edizione espurgata del Talmud, su cui si basarono la maggior parte delle edizioni successive, apparve a Basilea (1578-1581) con l'omissione dell'intero trattato di Avodah Zarah e di passaggi considerati ostili al cristianesimo, insieme a modifiche di certe frasi. Un nuovo attacco sul Talmud fu decretato da papa Gregorio XIII (1575-1585), e nel 1593 papa Clemente VIII rinnovò la vecchia interdizione contro lettura o possesso. Lo studio crescente del Talmud in Polonia portò al rilascio di un'edizione completa (Cracovia, 1602-5), con il restauro del testo originale; un'edizione contenente, per quanto noto, solo due trattati erano stati pubblicati precedentemente a Lublino (1559-1576). Nel 1707 alcune copie del Talmud furono confiscate nella provincia di Brandeburgo, ma vennero restituite ai legittimi proprietari per ordine di Federico I di Prussia. Un ulteriore attacco contro il Talmud ebbe luogo in Polonia (in quello che oggi è territorio ucraino) nel 1757, quando il vescovo Dembowski, su iniziativa dei frankisti, convocò una disputa pubblica a Kam"janec'-Podil's'kyj e ordinò che tutte le copie dell'opera che si trovano nel suo vescovado fossero confiscate e bruciate.
La storia esterna del Talmud comprende anche gli attacchi letterari fatti contro di esso da parte di alcuni teologi cristiani dopo la Riforma, in quanto questi attacchi all'ebraismo si dirigevano principalmente contro l'opera, con l'esempio più grave rappresentato da Entdecktes Judenthum ("Ebraismo smascherato") di Johann Andreas Eisenmenger (1700). Al contrario, il Talmud era oggetto di studio un po' più caritatevole da parte di molti teologi cristiani, giuristi e orientalisti a partire dal Rinascimento, compresi Johann Reuchlin, John Selden, Petrus Cunaeus, John Lightfoot, Johannes Buxtorf padre e figlio.

### XIX secolo

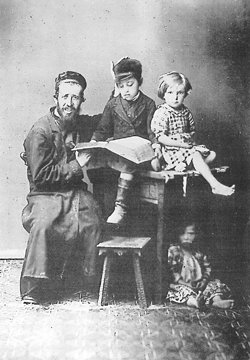
Primi studi del Talmud: un padre ebreo mentre insegna al figlio - Podolia, fine 1800.

L'edizione Shas di Vilna fu soggetta alla censura del governo russo, o ad autocensura per venir incontro alle aspettative del governo, sebbene questa fosse una situazione meno severa di precedenti tentativi: il titolo Talmud fu mantenuto e il trattato Avodah Zarah fu incluso. La maggior parte delle edizioni moderne sono o copie o versioni strettamente basate sull'edizione di Vilna e quindi omettono ancora la maggior parte dei passaggi contestati. Sebbene non fossero disponibili per molte generazioni le sezioni rimosse del Talmud, Rashi, le Tosafot e Maharsha furono conservate tramite stampe rare di liste di errata, note come Chesronos Hashas ("Omissioni del Talmud"). Molte di queste porzioni censurate furono recuperate, ironicamente, grazie a manoscritti incensurati della Biblioteca Vaticana. Alcune edizioni moderne del Talmud contengono parte o tutto questo materiale, a volte alla fine del libro, a volte nei margini, o nel posto originale del testo.
Nel 1830, durante un dibattito alla Camera dei Pari di Francia in materia di riconoscimento statale della fede ebraica, l'ammiraglio Verhuell si dichiarò incapace di perdonare gli ebrei che aveva conosciuto durante i suoi viaggi in giro per il mondo, sia per il loro rifiuto di riconoscere Gesù come Messia, sia per il loro possesso del Talmud. Nello stesso anno l'Abbé Chiarini pubblicò a Parigi un'opera voluminosa dal titolo Théorie du Judaïsme, in cui annunciava una traduzione del Talmud, promuovendo per la prima volta una versione che avrebbe reso il lavoro generalmente accessibile e quindi utile per attacchi contro l'ebraismo. In simile atteggiamento gli agitatori antisemiti del XIX secolo spesso sollecitarono che venisse prodotta una traduzione e tale richiesta fu persino presentata agli organi legislativi, come a quello di Vienna. Il Talmud e l'"ebreo talmudico" divennero così oggetto di attacchi antisemiti, ad esempio nell'opera Der Talmudjude (1871) di August Rohling, anche se, d'altro canto, furono a volte difesi da studenti cristiani del Talmud, in particolare Hermann Strack.
Ulteriori attacchi da parti antisemitiche includono quelli di Justinas Pranaitis col suo Il Talmud smascherato: gli insegnamenti rabbinici segreti sui cristiani (1892) e il Complotto contro la cristianità dell'attivista antisemita americana Elizabeth Dilling (1964). Le critiche del Talmud in molti opuscoli e siti web moderni sono spesso riconoscibili come citazioni testuali estratte da una o altra di queste fonti.

### La posizione della Chiesa Cattolica

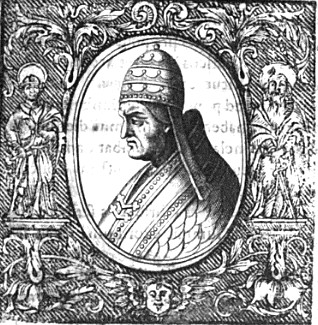
Innocenzo IV, primo pontefice a condannare il Talmud.
(Illustrazione di Jan Florian Hammerschmid, XVI secolo circa).

La condanna del Talmud è stata una conseguenza diretta dell'antisemitismo  che 
ha caratterizzato il magistero della Chiesa cattolica e Protestante dal 1200 fino a tutto l'Ottocento e superato definitivamente dal Concilio Vaticano II.
In particolare il Talmud è stato considerato erroneo e contenente arbitrarietà, favole e bestemmie.
La prima condanna esplicita del Talmud si trova nella bolla Impia Judaeorum perfidia inviata nel 1244 da papa Innocenzo IV al re di Francia Luigi IX. Il Talmud fu accusato di:
- sviare gli ebrei dal testo biblico originale (che secondo il papa conterrebbe numerose profezie dell'incarnazione di Cristo), impedendone la conversione;
- contenere aperte bestemmie contro Dio, Cristo e la Vergine Maria;
- presentare intricabiles fabulae, abusiones erroneae et stultitiae inauditae;

Il Papa, quindi, approvò il rogo del 1240, con cui il cancelliere e i dottori reggenti dell'università di Parigi avevano bruciato numerosi testi ebraici al cospetto del clero e del popolo, dopo averli letti ed esaminati integralmente e invitò il re a estendere l'iniziativa in tutto il suo regno.
Questa posizione venne confermata e ribadita dai papi successivi fino a inizio del Settecento: Giovanni XXII nel 1320 in Dundum Felicis con un nuovo esame condotto da esperti in materia ribadì la condanna e prescrisse di bruciare le copie del Talmud; nel 1554, Clemente VIII in Caeca et Obturata (1593) condanna sia Talmud sia Cabala ebraica; nel 1704 Clemente XI promulgò la costituzione Propagandae in cui riprese gli insegnamenti pontifici a partire dal 1244.
Nell'opinione pubblica, questa condanna ebbe come effetto la diffidenza: si era convinti che il Talmud contenesse «cose malvagie, contro ogni ragione e diritto», convinzione che portò a credere che gli ebrei lo utilizzassero per trarne «malefici». Gli autori antisemiti avrebbero sfruttato questo tema fino ai nostri giorni. Anche i filosofi del XVI secolo, che pure reclamavano l'emancipazione degli ebrei, consideravano il Talmud una raccolta di «leggi ridicole».
Queste posizioni sono state ampiamente superate dopo il Concilio Vaticano II con la dichiarazione Nostra Aetate che rigetta completamente l'antisemitismo, confermando le posizioni assunte dalla Chiesa da fine Ottocento. Sia Giovanni Paolo II che Benedetto XVI hanno più volte citato il Talmud nei loro discorsi come importante testo di riferimento della spiritualità ebraica, ribadendo come la Chiesa si opponga oggi a ogni forma di antisemitismo.

### Le polemiche su internet
A partire dagli anni 2000 si sono diffuse numerose critiche in Internet. La Anti-Defamation League, in un documento del 2003 sull'argomento ha affermato che i critici antisemiti del Talmud utilizzano frequentemente e in malafede, traduzioni erronee o citazioni selettive al fine di distorcere il significato del testo talmudico e talvolta fabbricarne i passaggi. Inoltre, tali critici raramente forniscono un contesto completo delle citazioni e non danno informazioni contestuali circa la cultura in cui il Talmud fu composto, quasi 2000 anni fa.
Gil Student, prolifico autore web, afferma che molti attacchi antisemiti contro il Talmud riciclano semplicemente materiale discreditato che venne prodotto dalle dispute del XIII secolo, specialmente quello di Raimondo Martí e Nicholas Donin, e che le critiche si basano su citazioni prese fuori contesto e a volte anche inventate completamente.

## Letteratura

### Opere accademiche moderne
- Y. N. Epstein, Mevo-ot le-Sifrut haTalmudim
- Hanoch Albeck, Mavo la-talmudim
- Louis Jacobs, "How Much of the Babylonian Talmud is Pseudepigraphic?", Journal of Jewish Studies 28, No. 1 (1977), pp. 46–59
- Saul Lieberman, Hellenism in Jewish Palestine (New York: Jewish Theological Seminary, 1950)
- Jacob Neusner, Sources and Traditions: Types of Compositions in the Talmud of Babylonia (Atlanta: Scholars Press, 1992).
- David Weiss Halivni, Mekorot u-Mesorot (Jerusalem: Jewish Theological Seminary, 1982 on)
- Yaakov Elman, "Order, Sequence, and Selection: The Mishnah's Anthological Choices,” in David Stern, ed. The Anthology in Jewish Literature (Oxford: Oxford University Press, 2004) 53-80
- Strack, Herman L. and Stemberger, Gunter, Introduction to the Talmud and Midrash, tr. Markus Bockmuehl: repr. 1992, hardback ISBN 978-0-567-09509-1, paperback ISBN 978-0-8006-2524-5
- Moses Mielziner, Introduction to the Talmud: repr. 1997, hardback ISBN 978-0-8197-0156-5, paperback ISBN 978-0-8197-0015-5
- Aviram Ravitzky, Aristotelian Logic and Talmudic Methodology (Hebrew): Jerusalem 2009, ISBN 978-965-493-459-6

### Studio storico e storiografico
- Shalom Carmy (curatore) Modern Scholarship in the Study of Torah: Contributions and Limitations Jason Aronson, Inc.
- Richard Kalmin Sages, Stories, Authors and Editors in Rabbinic Babylonia Brown Judaic Studies
- David C. Kraemer, On the Reliability of Attributions in the Babylonian Talmud, Hebrew Union College Annual 60 (1989), pp. 175–90
- Lee Levine, Ma'amad ha-Hakhamim be-Eretz Yisrael (Gerusalemme: Yad Yizhak Ben-Zvi, 1985), (=La classe rabbinica nella Palestina romana della Tarda Antichità)
- Saul Lieberman, Hellenism in Jewish Palestine (New York: Jewish Theological Seminary, 1950)
- John W. McGinley, " 'The Written' as the Vocation of Conceiving Jewishly". ISBN 0-595-40488-X
- David Bigman,  Finding A Home for Critical Talmud Study. URL consultato il 27 maggio 2012 (archiviato dall'url originale il 5 settembre 2004).

### Trattati
- Moshe Benovitz, Berakhot chapter 1: Iggud le-Farshanut ha-Talmud, (HE)  con sommario (EN)
- Stephen Wald, Shabbat chapter 7: Iggud le-Farshanut ha-Talmud, (HE)  con sommario (EN)
- Aviad Stollman, Eruvin chapter 10: Iggud le-Farshanut ha-Talmud, (HE)  con sommario (EN)
- Aaron Amit, Pesachim chapter 4: Iggud le-Farshanut ha-Talmud, (HE)  con sommario (EN)

## Il Talmud nell'arte

### Galleria d'immagini
- Nei quadri di Carl Schleicher

Rabbini e talmudisti che studiano e dibattono abbondano negli olii dell'artista austriaco Carl Schleicher (1825-1903)

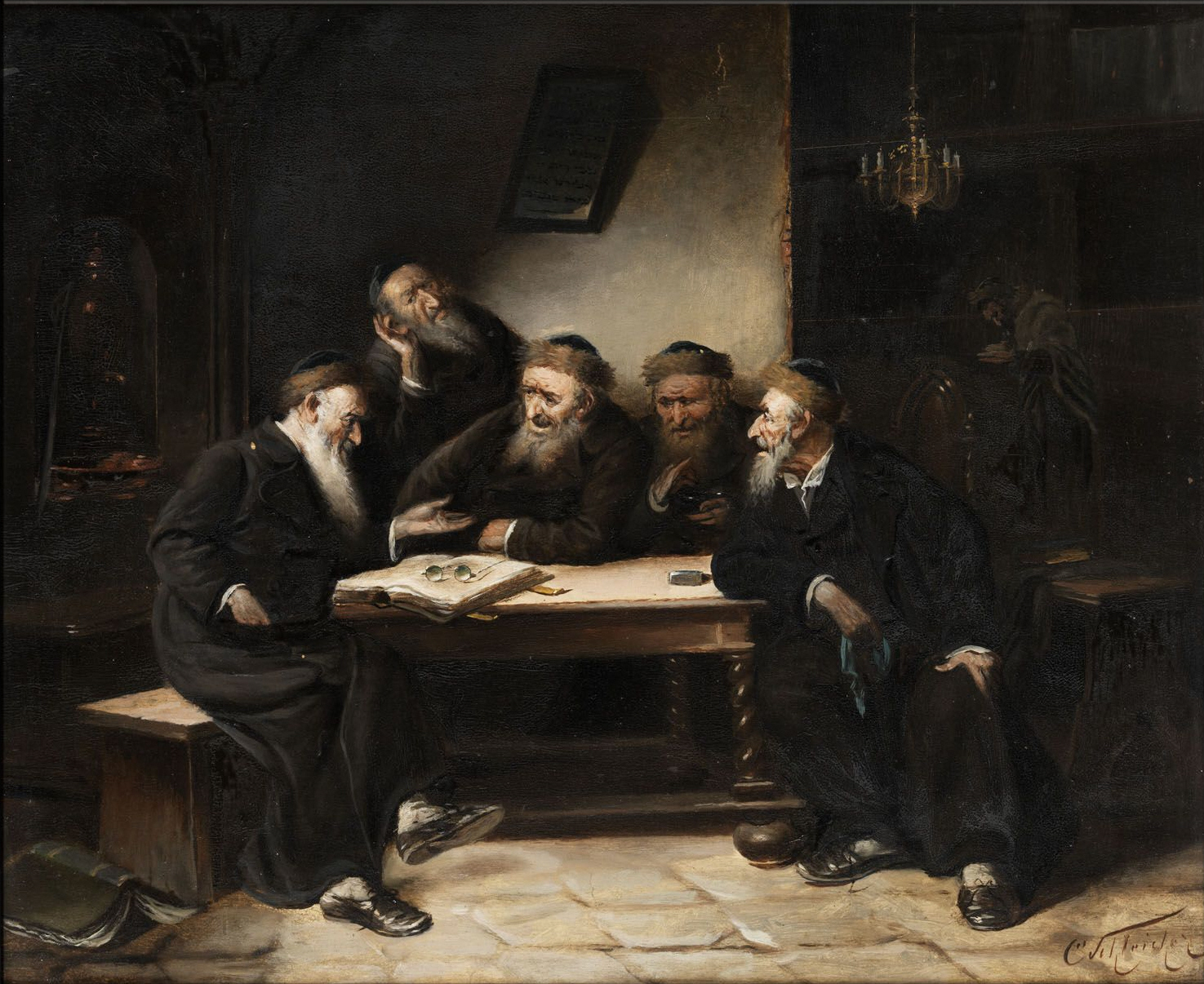
Scena ebraica II
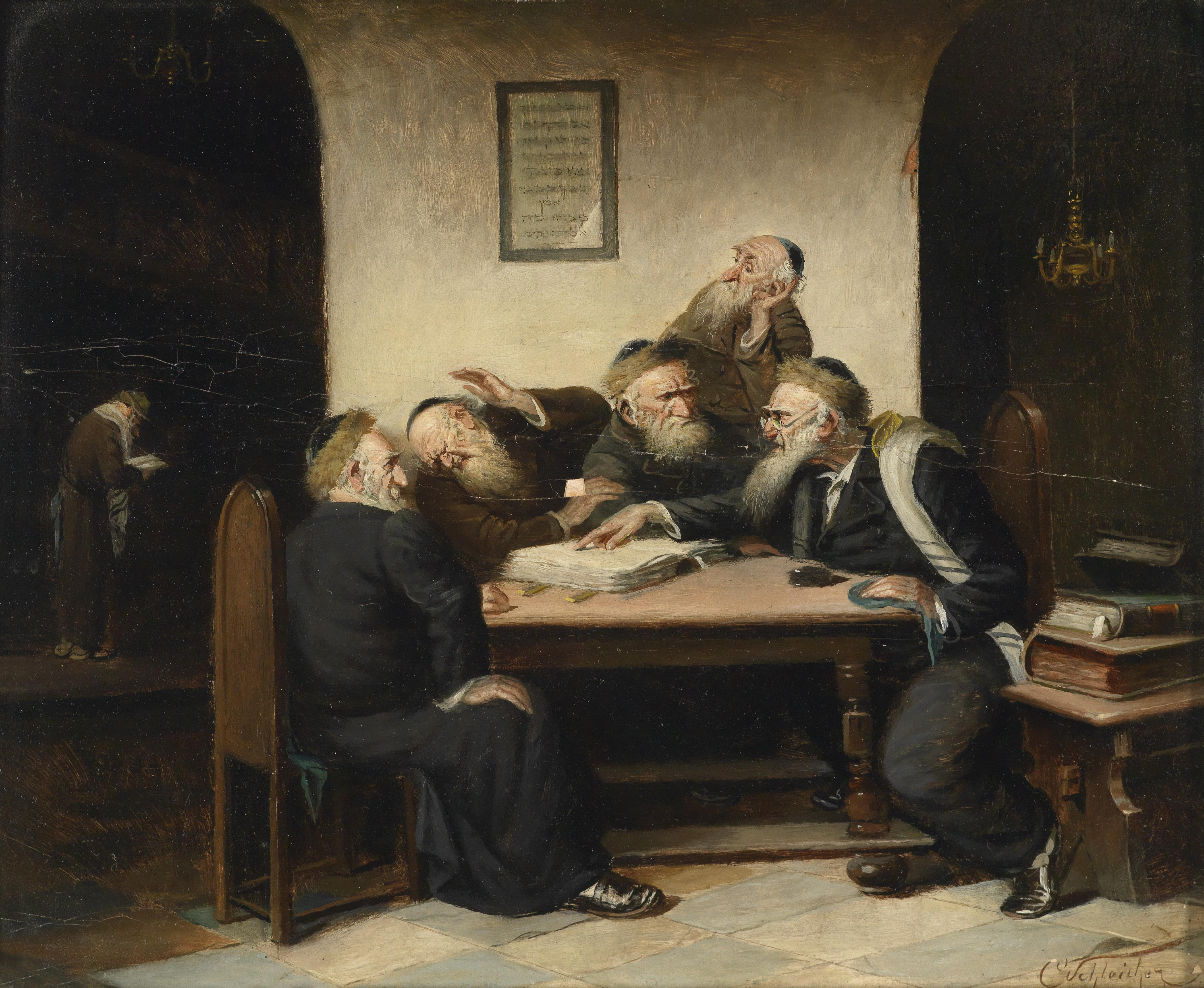
Una controversia qualsiasi del Talmud.
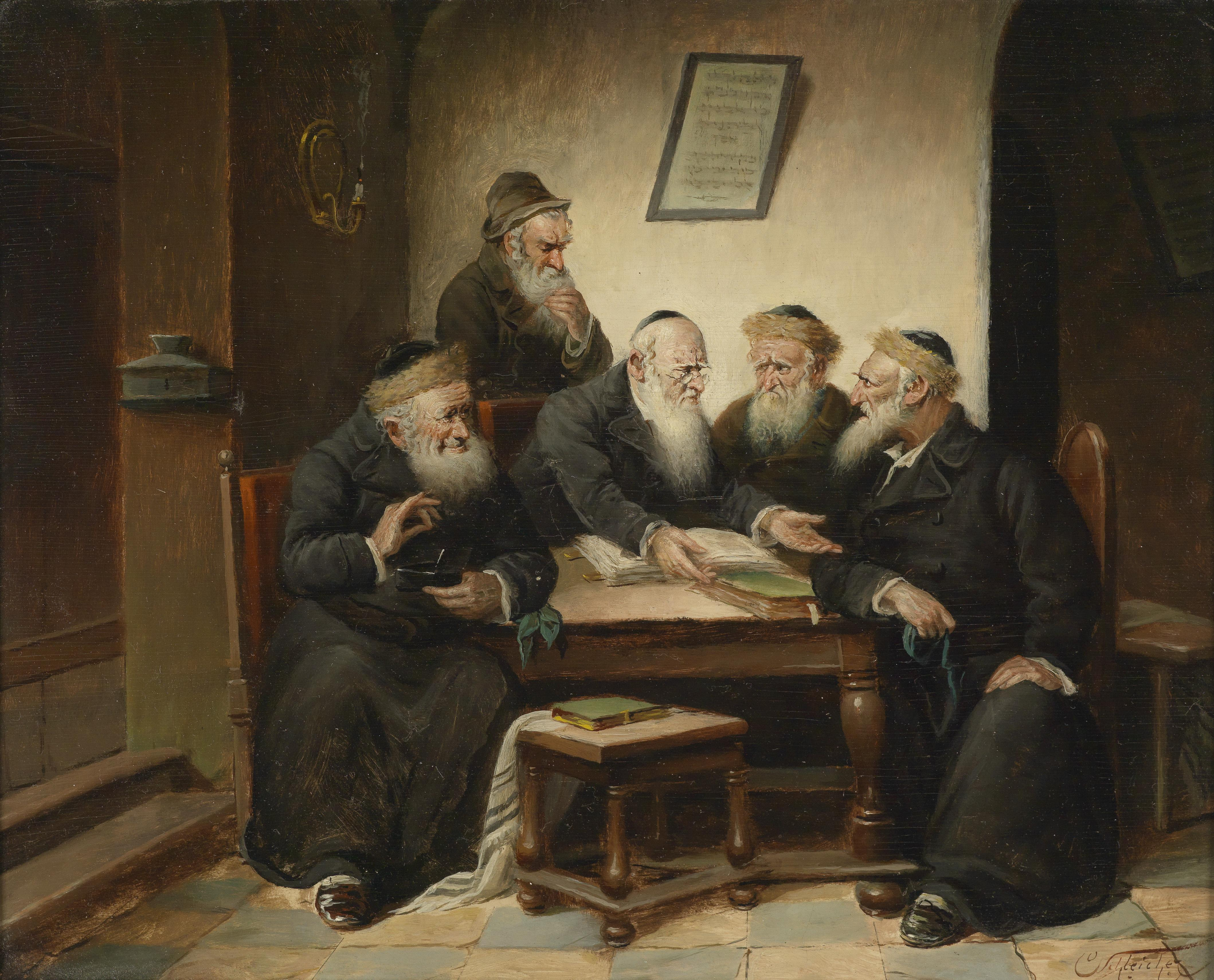
Dal rabbino.
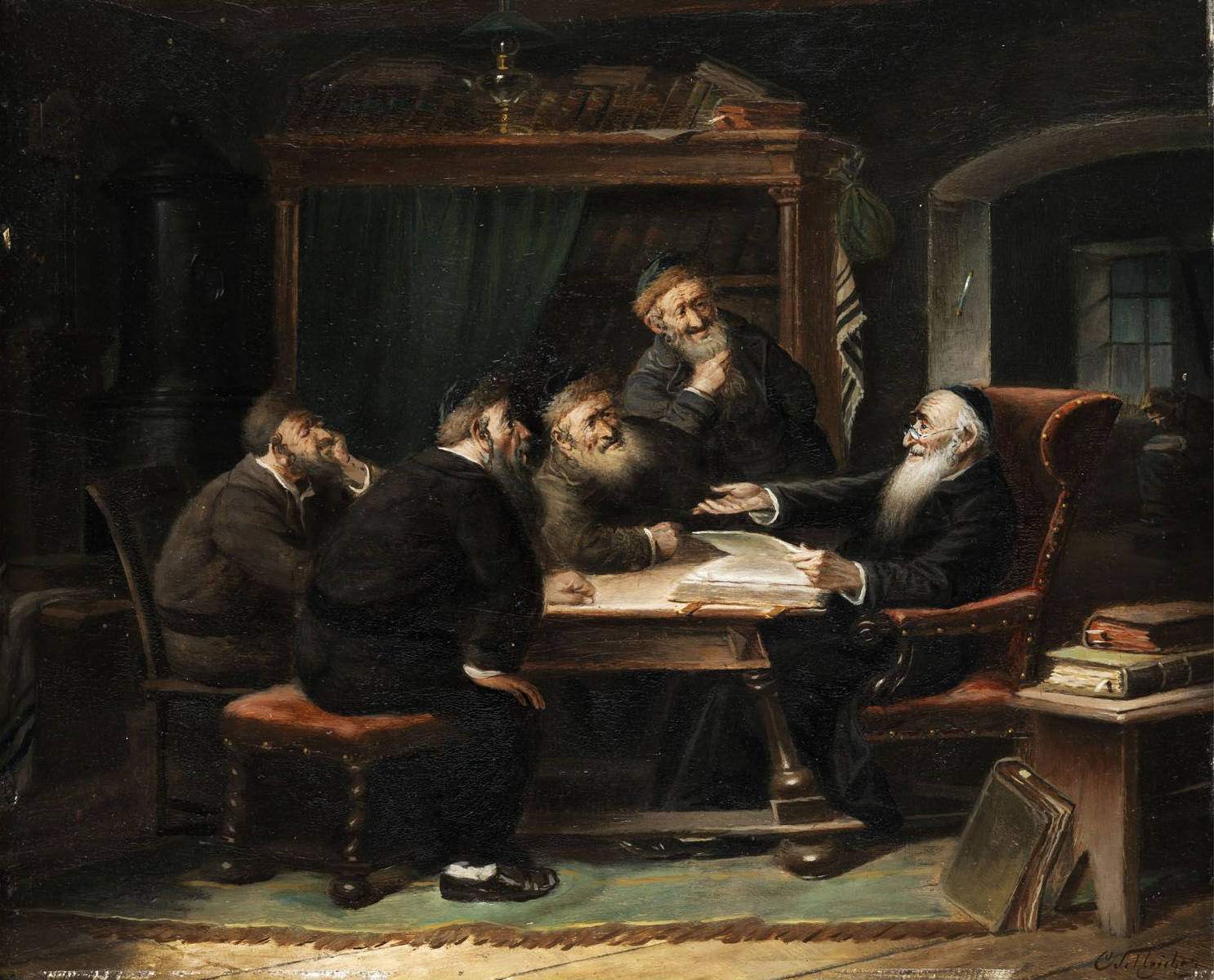
Scena ebraica I.

- Nelle rappresentazioni artistiche dei secoli XIX e XX

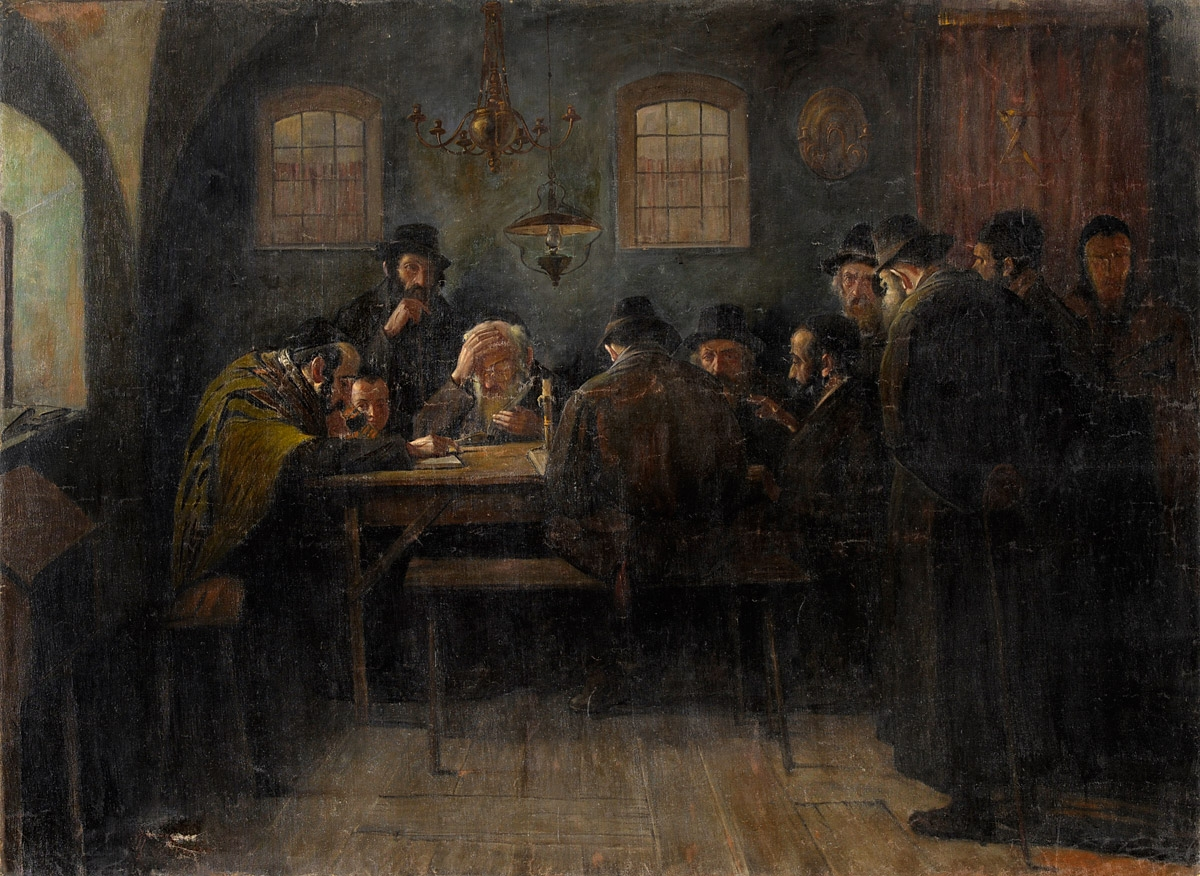
Ebrei che studiano il Talmud, Parigi, 1880-1905
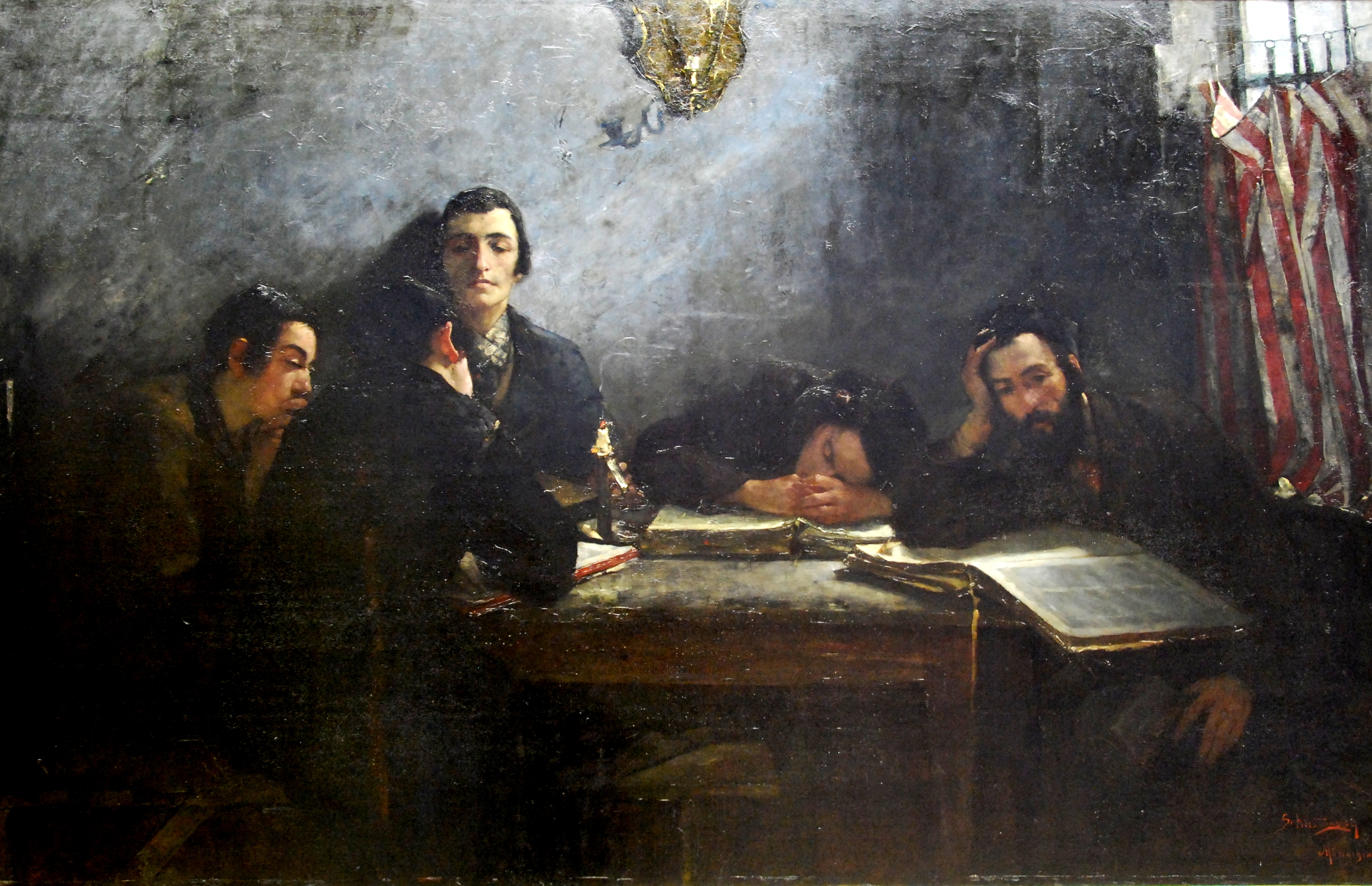
Samuel Hirszenberg, Scuola Talmudica, 1895-1908 circa
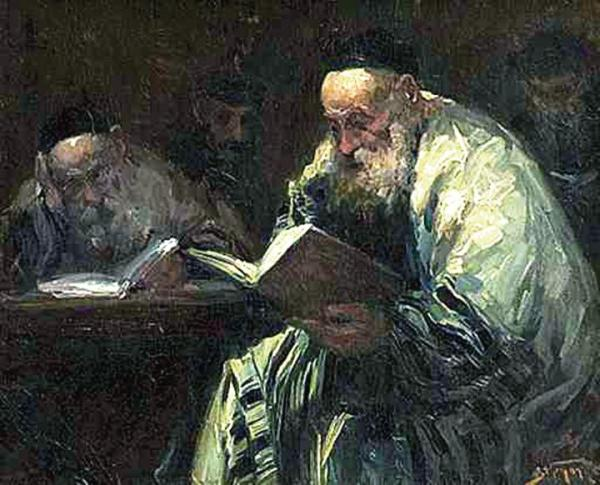
Adolf Behrman, Talmudisti, 1910-1915 circa
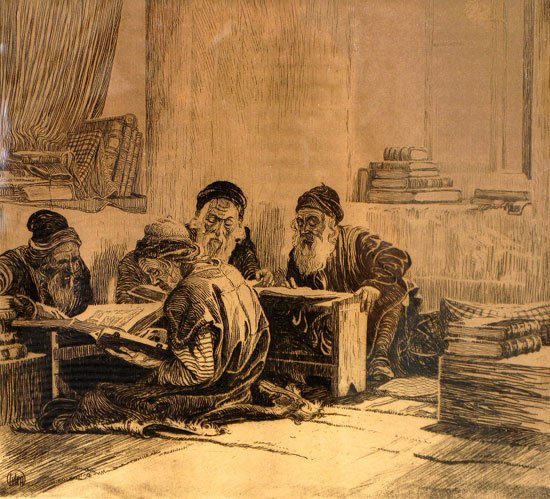
Ephraim Moses Lilien, Studenti talmudici, incisione, 1915
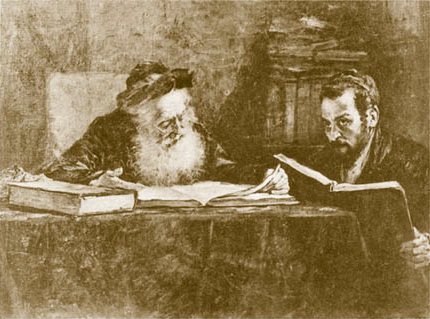
Maurycy Trębacz, La Disputa, 1920-1940
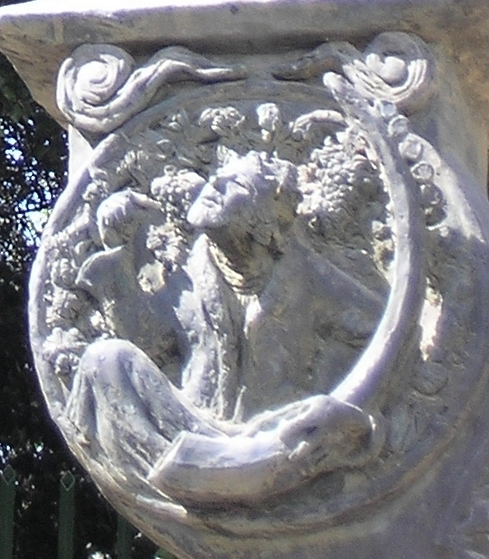
Solomon's Haggadoth, bassorilievo in bronzo dalla Knesset Menorah, Gerusalemme, di Benno Elkan, 1956
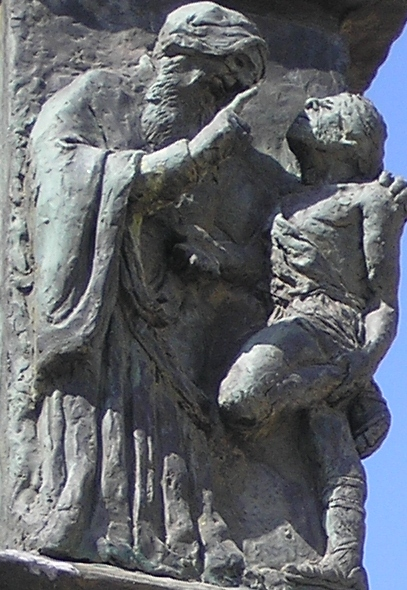
Insegnamenti di Hilel, bassorilievo bronzeo dalla Knesset Menorah
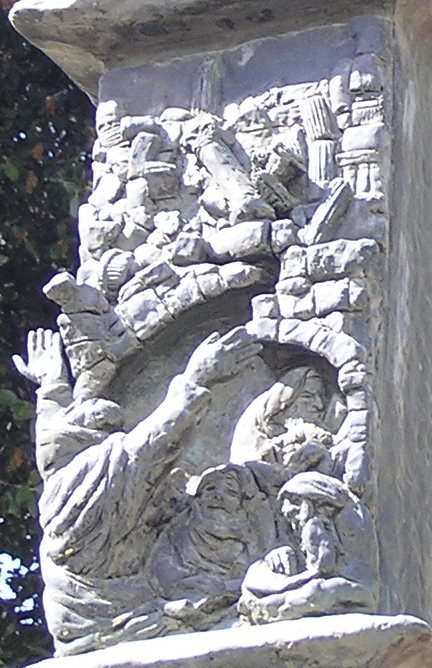
Misticismo ebraico: Jochanan ben Sakkai, bassorilievo bronzeo dalla Knesset Menorah